# 日本の離島架橋
日本の離島架橋（にほんのりとうかきょう）では、日本の離島に架けられた橋について扱う。また、構想中の橋にも言及する。
本項では、内水面の離島（湖水や河川の内側にあるもの）や、人工島であって自然島に由来しないものは扱わない。

## 概要
離島架橋によって特別な振興策を進め、離島地域の悩みである後進性と隔絶性を解消することができ、他の陸地を架橋して互いに24時間移動できる陸上交通を確保し、生活圏を一体化することで医療・福祉・教育・産業の向上などを図ることができるとされている。各地域の離島架橋については、離島振興法の離島振興計画によって行われている。現在もいくつかの離島において架橋工事が行われもしくは計画されており、今後も上記の離島振興法指定地域の数は徐々に減少していく見込みである。
淡路島の連続架橋の完成後には、徳島 - 関西方面への高速バス路線が増え交通の利便性が増した。その一方で、架橋と並行する航路を有していたフェリー会社が航路の減便・廃止によって経営難に陥ったり、フェリー発着所の地域の拠点として恩恵を受けていた地域の衰退が見られることがある。隔離されていた時代には島ごとに公立学校が必要であったが、架橋され交通手段ができると公立学校の統廃合が進むこともありうる。これに対して雇用対策にバス会社を設立したり（本四海峡バス）、フェリー発着所をバスターミナルにしている地域（平戸港フェリーターミナル）もある。自治体の中には港湾利用料を大幅に割り引くことでフェリー会社を支援する動きもある。
天草五橋のように予想を超える需要を得て建設費の早期償還を実現した元有料路線もあれば、未だに高い建設費の償還で経営が難しい有料の離島架橋もあるので、離島架橋がどれだけの効果を生むのかは一概に言えず、地域によって異なる。

## 北海道・東北・関東・中部地方

### 青森県
東津軽郡外ヶ浜町の龍飛漁港内にある帯島（無定住島）は、漁港側の埋め立てにより近接しているが、漁港を隔てる水路があり、小さな橋が架橋され本土側と結ばれている。

### 宮城県
気仙沼市にある大島（気仙沼大島）と本土を結ぶ気仙沼大島大橋が東日本大震災後に計画され、2018年に開通した。
牡鹿郡女川町にある出島は、住民が本土と結ぶ架橋計画を長年陳情し、2024年に出島大橋が開通した。
東松島市にあり、陸繋島である宮戸島は、潜ヶ浦水道（かつぎがうらすいどう）をまたぐ松ヶ島橋（宮城県道27号奥松島松島公園線）によって、本土と結ばれている。
宮城郡松島町の松島にある、福浦島（無人島）は福浦橋（人道橋）で本土と結ばれている。島全体が県立自然植物園に指定されており、橋を渡るには通行券（有料）が必要であり、渡島には時間の制約がある。そのほか松島湾内には、瑞巌寺五大堂がある五大堂島（無人島）には透橋が、近隣の雄島（無人島）には渡月橋があり、それぞれ人道橋として渡島できる。

### 神奈川県
藤沢市には、江の島を結ぶ江の島大橋（自動車専用橋）および江の島弁天橋（人道橋）がある。
横須賀市には、本土と天神島を結ぶ天神橋がある。
三浦市には、本土と城ヶ島を結ぶ城ヶ島大橋がある。

### 石川県
七尾市にある、七尾湾に浮かぶ能登島は、和倉温泉地区から能登島大橋（石川県道47号七尾能登島公園線）が、中島地区から中能登農道橋が架橋されている。

### 福井県
坂井市の雄島には、人道橋の雄島橋によって結ばれている。

### 静岡県
下田市にあるいくつかの小島は、架橋により本土と結ばれている。

雁島は小さな吊り橋、犬走島は堤防通路、恵比須島は人道橋、赤根島は下田海中水族館のスタジアムプールや駐車場設置のため本土側の大半が埋め立てられているが、本土と島を隔てる細い水路があり、車両通行可能な小さな橋で結ばれている。
浜松市中央区舞阪町にある弁天島は、浜名湖の河口（今切口）の北に位置し、弁天大橋、中浜名大橋により本土と結ばれているほか、東海道本線・東海道新幹線も同島に架橋されている。

### 愛知県
蒲郡市にある竹島は、島の全域が八百富神社の境内となっており、竹島橋（387メートル）で本土と結ばれている。基本人道橋だが車両も通行できる幅がある。

## 近畿・中国・四国地方

### 三重県
志摩市にある英虞湾内の賢島と本土は、賢島橋（国道167号・近鉄志摩線）と賢島大橋（三重県道17号浜島阿児線）で結ばれている。
鳥羽市にある答志島には、本土と結ぶ答志島架橋構想がある。2012年（平成24年）度に東京大学公共政策大学院が鳥羽本土の小浜半島から日向島（イルカ島）の上を通過し、桃取町につながる橋梁を架けることを想定して費用便益比（B/C）を計算したところ、0.464となり、1を下回った（=事業効果が低い）。答志港の付近には、八幡神社が鎮座する小島があり、八幡橋で結ばれている。

### 和歌山県
東牟婁郡串本町にある紀伊大島は、くしもと大橋（和歌山県道40号樫野串本線）が無人島の苗我島を経て本土と架橋されており、バス路線が開通している。くしもと大橋は本土側から、苗我島ループ橋、苗我島と大島を結ぶくしもと大橋（アーチ橋）の2つの橋で構成されている。
西牟婁郡すさみ町にある、陸繋島である江須崎島は、コンクリート通路および海面を跨ぐ小さな人道橋で結ばれている。島中央には春日神社があり島全体は神域となっている。

### 兵庫県
一部徳島県と連なる架橋情報も記載する。

#### 淡路島

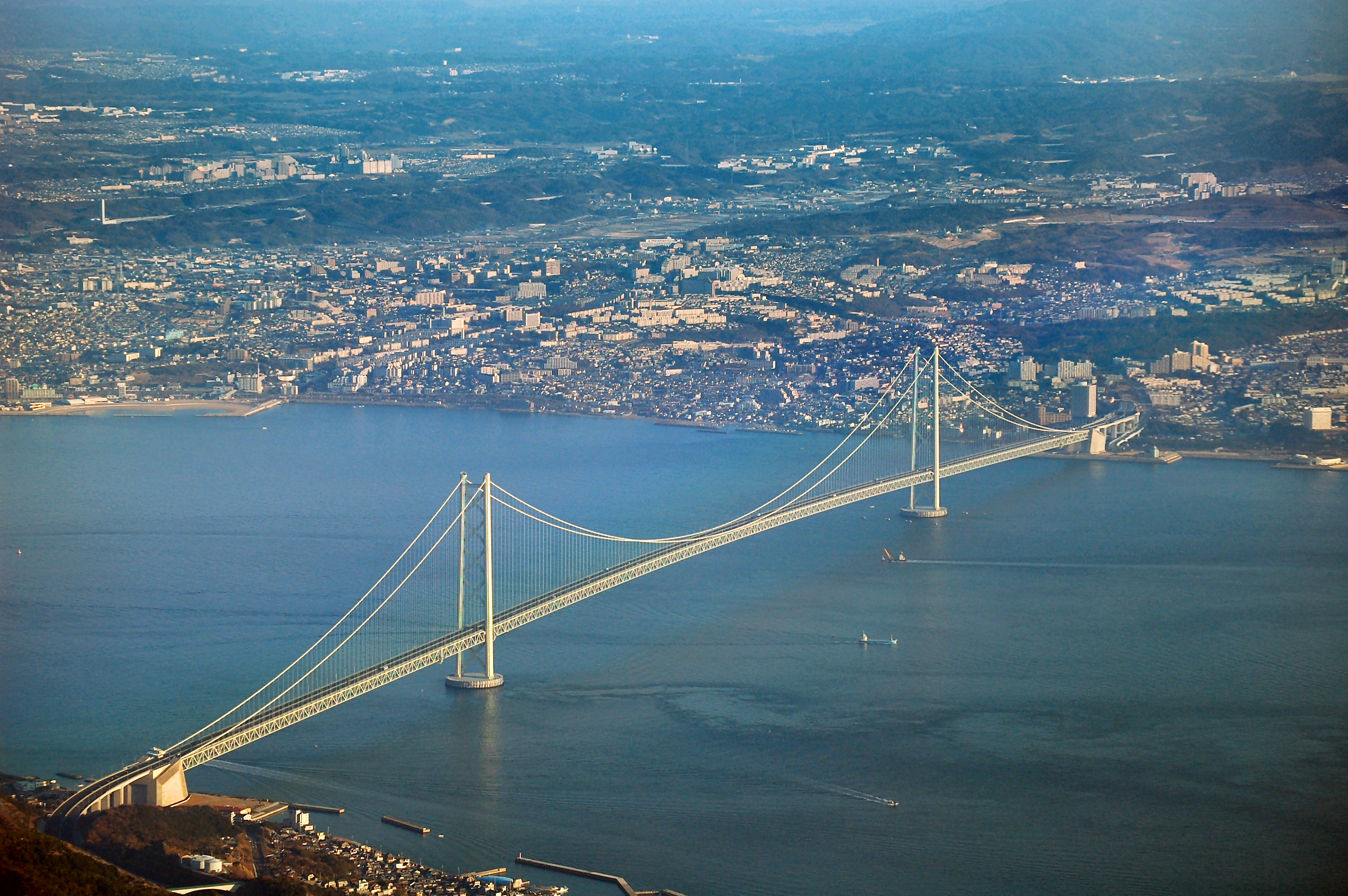
明石海峡大橋

淡路島は播磨灘や大阪湾、紀伊水道等に挟まれた離島であるが、北側の明石市と隔てる明石海峡に明石海峡大橋が、南西の徳島県鳴門市と隔てる鳴門海峡にある鳴門市大毛島を挟んで大鳴門橋（淡路島 - 大毛島）と撫養橋（大毛島 - 鳴門市）が架橋されている。これらは本州四国連絡道路（本州四国連絡橋）の1つで、兵庫県神戸市の山陽自動車道神戸西ICを起点とし、徳島県鳴門市の高松自動車道鳴門ICに至る高規格道路を神戸淡路鳴門自動車道という。
大鳴門橋は鉄道道路併用橋として建設されたが鉄道は設置されておらず、明石海峡大橋は高騰する工費を抑えるために道路専用橋になったため、淡路島内には島外に通じる鉄道が建設されていない（島内ではかつては淡路交通鉄道線が存在したが1966年廃止）。明石海峡大橋の開通に伴って経営が厳しくなったフェリー会社の離職者対策会社として本四海峡バス等が設立されている。しかしながら、架橋を通して近畿地方や四国地方各地へのアクセスバスが開通したため、淡路島だけでなく四国地方側においても高速バスで島外に出る人が増えた。
さらに南東側の和歌山県和歌山市の田倉崎と、兵庫県洲本市の生石鼻の間の紀淡海峡に架橋しようという紀淡連絡道路構想があるが、海峡プロジェクトに対する批判があり進捗していないだけでなく、海峡を渡航するフェリーが元々無く、その北側の大阪湾を航行していた南海淡路ラインも休航されている。区間に道路が建設されれば、関西国際空港と四国間の移動の時間短縮・走行距離短縮が可能となる。

### 島根県
松江市八束町の中海にある大根島は、本土側から大海崎橋を経て、堤防道路で結ばれている。
同じ中海に存在する江島は、前述の大根島と堤防道路で結ばれているほか、本土側とは“ベタ踏み坂”のCMで知られる江島大橋や、堤防道路と森山橋を経て北部の松江市美保関町と結ばれている。
浜田市にある瀬戸ヶ島は、島の浅瀬埋め立てにより面積を広げているが、水路によって隔てられており、浜田マリン大橋（1999年開通）や、港橋（島根県道33号浜田港線、2001年架替）が架橋され本土側と結ばれている。

### 岡山県
備前市の一部が属する日生諸島（ひなせしょとう）にある鹿久居島と頭島を結ぶ頭島大橋が2004年11月に開通し、さらに2015年4月に本土と鹿久居島を結ぶ備前♡日生大橋が開通した。
また、日生諸島ではないが瀬戸内市にある長島と本土を結ぶ邑久長島大橋が1988年に完成している。さらに長島を二つに分ける運河には、船越橋が架橋されている。

### 広島県
一部愛媛県と連なる架橋情報も記載する。

#### 備後群島
福山市にある備後群島の田島は内海大橋により本土の沼隈半島と結ばれている。田島とその南西に位置する横島とは睦橋が架橋されている。（ともに広島県道53号沼隈横田港線）

#### 西瀬戸自動車道（しまなみ海道）周辺

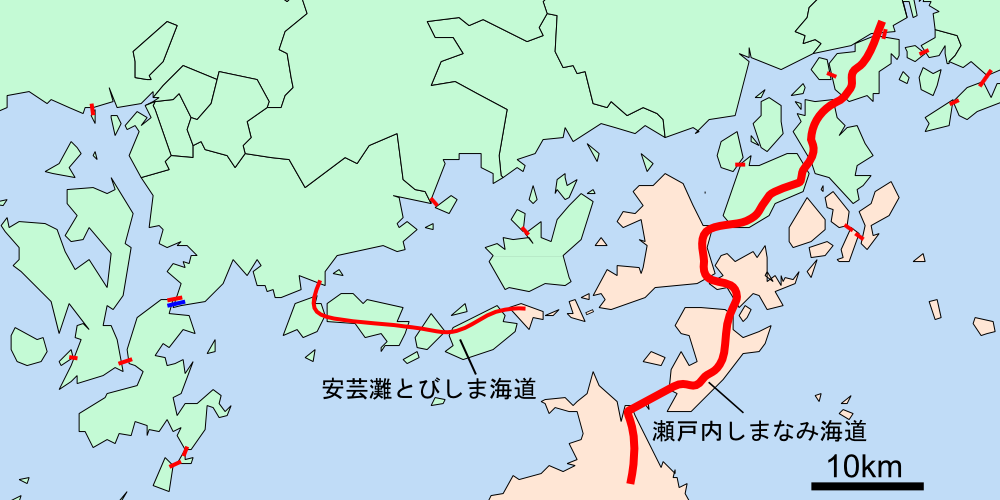
供用中（赤・青）

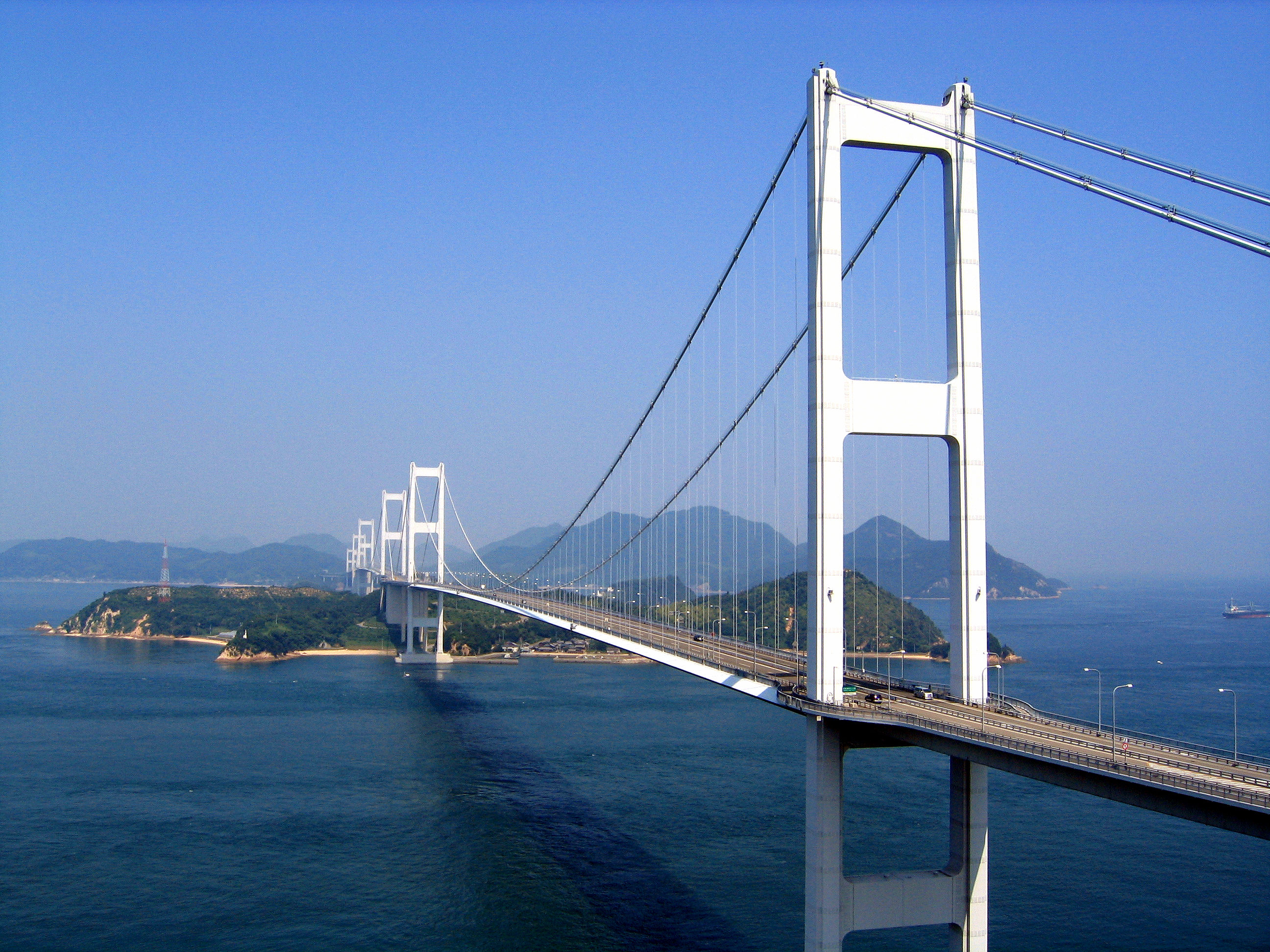
来島海峡大橋

西瀬戸自動車道（しまなみ海道）は、広島県尾道市の尾道福山自動車道（国道2号松永道路）西瀬戸尾道ICを起点とし、本土 - 1.新尾道大橋、2.因島大橋、3.生口橋、4.多々羅大橋、5.大三島橋、6.伯方橋、7.大島大橋、8.来島海峡第一大橋、9.来島海峡第二大橋、10.来島海峡第三大橋 - 四国本土を経て愛媛県今治市の今治ICに至る（すべて西瀬戸自動車道となる）。
同架橋により本土とつながった島は、順に向島、因島、生口島、大三島、伯方島、見近島、大島、馬島の8島である。
うち、無人島は「見近島」で、橋脚が立っており、歩行者・自転車は橋上から島に降りることが出来る。
その他、一般道として本州と向島の間に尾道大橋（国道317号）が架橋されている。さらに、生口島と高根島とは高根大橋、向島と岩子島と間には向島大橋が架橋されており、御幸瀬戸をまたいでいる。

#### 芸予諸島
安芸灘諸島
安芸灘諸島連絡架橋（安芸灘とびしま海道）は、広島県呉市川尻町の本土と安芸灘諸島を8つの橋で結ぶ連続架橋構想で、既に7つの橋が供用されている。西側から順に、本土 - 1.安芸灘大橋（広島県道74号下蒲刈川尻線）、2.蒲刈大橋、3.豊島大橋（広島県道356号豊浜蒲刈線）、4.豊浜大橋、5.平羅橋、6.中の瀬戸大橋、7.岡村大橋、8.未定 - 広島県大崎上島である。なお、安芸灘大橋有料道路は広島県道路公社が管理している。
架橋により本土とつながった島は西側から順に、下蒲刈島、上蒲刈島、豊島、大崎下島、平羅島、中ノ島、愛媛県岡村島の7島である。
大崎上島は大崎発電所がある長島との間に長島大橋が架橋されている。また、島の北西部に位置する鍋島には堤防通路があり、徒歩で渡島できる。
東広島市安芸津には、本土と大芝島を結ぶ大芝大橋がある。
安芸群島
呉市本土と倉橋島との間を隔てる音戸の瀬戸には音戸大橋（国道487号）が架かり、倉橋島と江田島との間には早瀬大橋（国道487号）が架橋されている。さらに倉橋島は鹿島と鹿島大橋で架橋されている。音戸大橋の渋滞緩和のために、さらに本土と倉橋島を結ぶ新たな4車線の第二音戸大橋（国道487号警固屋音戸バイパス）が架橋されている。
能美島側には、沖野島があり、沖野島橋で結ばれている。
なお、広島湾内の元宇品（旧宇品島）と広島市本土との間には暁橋がかかっている。地図上では海で隔てられているが、元々陸続きであった。

### 山口県

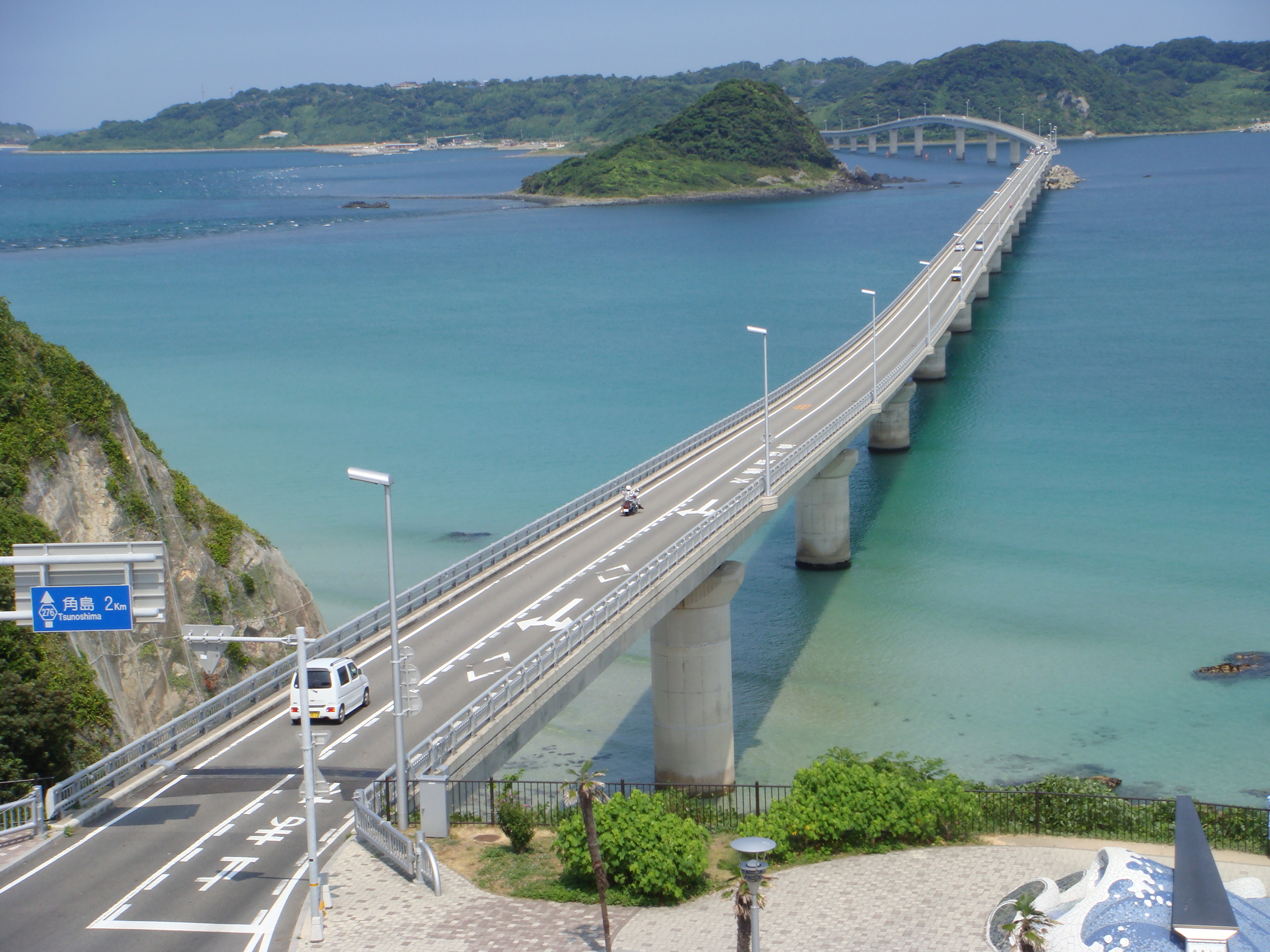
角島大橋

下関市豊北町にある角島は、角島大橋（山口県道276号角島神田線）により本土と結ばれている。また、同市内の彦島は、関彦橋（山口県道250号南風泊港線）、下関漁港閘門、彦島大橋（山口県道252号福浦港金比羅線）により本土と結ばれている。また、彦島の北西に位置する竹ノ子島は竹ノ子島橋（山口県道250号南風泊港線）で彦島と結ばれている。
長門市にある青海島は、青海大橋（山口県道283号青海島線）により本土と結ばれている。

#### 防予諸島
防予諸島においては、室津半島の上関町にある長島と本土が上関大橋（山口県道23号光上関線）よって結ばれている。また、柳井市本土と屋代島（周防大島）を隔てる大畠瀬戸に大島大橋（国道437号）が架けられている。架橋前は国鉄の大島連絡船が結んでいたが廃止された。周防大島から沖家室島まで沖家室大橋（山口県道362号白木漁港佐連線）によって結ばれている。

#### 周南諸島
周南諸島 では本土と笠戸島を結ぶ笠戸大橋（山口県道174号笠戸島公園線）が架橋されており、この橋は下松市のシンボルにもなり、笠戸島の観光産業を活性化するきっかけとなった。鉄道車両の製造で有名な日立製作所笠戸事業所は、笠戸島ではなく対岸の本土にある。粭島（すくもじま）も本土間に小瀬戸橋（山口県道170号粭島櫛ヶ浜停車場線）が架橋されている。防府市の向島は錦橋（山口県道185号防府停車場向島線）により本土と結ばれている。

### 徳島県
鳴門市の大毛島は前述の大鳴門橋と撫養橋以外にも、四国本土との間の小鳴門海峡に小鳴門橋と小鳴門大橋（ともに徳島県道11号鳴門公園線）が架橋されている。また、大毛島と西隣の島田島との間に堀越橋、島田島と四国本土との間に小鳴門新橋（ともに徳島県道183号亀浦港櫛木線）がある。
阿南市の橘湾に浮かぶ小勝島には橘湾火力発電所があり、橘マリンブリッジ（徳島県道288号小勝島公園線）によって四国本土と結ばれている。
海部郡海陽町の竹ヶ島は竹ヶ島橋により四国本土と結ばれている。

### 香川県

#### 小豆島
小豆郡土庄町内の小豆島には、ギネス世界記録に認定された世界で最も狭い海峡である土渕海峡があるため、厳密には二つの島であるが、古くから橋で陸続きであり、慣例的に一つの地域として扱われている。特に区別する場合は、小さい方の島（海峡を挟んで西側の島）を前島（まえじま）と呼ぶことがある。両島には、オリーブ大橋（国道436号）・永代橋（香川県道26号土庄福田線）・ふれとぴあ橋など数本の橋が架かっている。
小豆島の周囲にある島のうち、沖之島は小豆島との架橋工事が進められている。一方で本州や四国本土との架橋構想はない。

#### 塩飽諸島
坂出市にある塩飽諸島（しわくしょとう）のいくつかの島には本四連絡橋の1つである瀬戸中央自動車道（瀬戸大橋）が建設されている。順に、岡山県倉敷市の本土側から1.下津井瀬戸大橋、2.櫃石島橋、3.岩黒島橋、4.与島橋、5.北備讃瀬戸大橋、6.南備讃瀬戸大橋 - 香川県坂出市の四国側と連続架橋されている。なお、瀬戸大橋線が通過している架橋離島には駅はない。
架橋により本土とつながった島は北側から順に、櫃石島（ひついしじま）、岩黒島、羽佐島（わさじま、無人島）、与島、三つ子島（無人島）の5島である。

そのうち、櫃石島・岩黒島は許可車両のみ島内に瀬戸大橋から乗り入れが可能である。与島は与島パーキングエリア駐車場から与島北部の与島港へ行くことが出来る。それ以外の区域は許可車両のみが島内道路を通じて、乗り入れることになる。羽佐島・三つ子島は瀬戸大橋からのアクセスは徒歩を含めて不可である。
なお、櫃石島の属島として歩渡島（ぶとじま、無人島）があり、堤防通路を介し徒歩で渡島できる。

### 愛媛県
#西瀬戸自動車道（しまなみ海道）周辺も参照。

#### 関前諸島
今治市にある岡村島は、愛媛県側でなく、広島県の中ノ島の間で架橋されており、広島県側と連絡している。元々は大下島や小大下島とともに関前村という自治体を構成していた。しかし、それらの島々を結ぶ村営フェリーの赤字が財政を圧迫していた。大合併後に、引き継いだ今治市営フェリーも運営が厳しいものとなっている。

#### 上島諸島
上島町の上島諸島 のうち、弓削島と佐島を間に弓削大橋（1996年）、2011年2月7日には佐島と生名島の間に生名橋（ともに愛媛県道338号岩城弓削線）が開通している。さらに、岩城島と生名島を結ぶ岩城橋も2022年3月20日に開通した。（詳しくは上島架橋を参考にされたい）
なお、生名橋の開通により瀬戸内クルージングの尾道 - 弓削航路が立石港までとなった。その4ヵ月後には弓削港までに戻ったものの、さらにその8ヵ月後には全区間が廃止となった。
上島町以外の陸地と接続するわけではないので、上島架橋が完成した現状でも上島町が海上交通に依存する環境は変わらない（但し、瀬戸内しまなみ海道が架橋されている広島県尾道市因島と上島町生名間で、生名公営渡船は頻繁に出ている）。

#### 宇和海諸島
宇和島市にある九島には、2016年4月3日、全長468メートルの九島大橋（愛媛県道313号九島循環線）が架橋された。最も近い本土の坂下津との距離が約400メートルで、また九島フェリーの老朽化が市の財政に影響することから、以前から九島架橋構想があった。2010年度政府予算の社会資本整備総合交付金として調査費1000万円の配分が決まり、国費が初めて投入された。

### 高知県
宿毛湾奥部に位置する宿毛市大島は、大島橋により四国本土と結ばれている。また同市内には丸島があり、同じく架橋されている。
幡多郡大月町にある柏島は、宿毛湾の南に突き出た大月半島の間に柏島橋と新柏島大橋（高知県道43号柏島二ツ石線）が架橋されている。

## 九州・沖縄地方

### 福岡県
福岡市東区にある志賀島は、砂州により本土と陸続きになった陸繋島であるが、砂州部分には志賀島橋が架橋されている。

### 佐賀県
唐津市呼子町にある加部島には、無人島である弁天島に橋脚を立て、呼子大橋が架橋されており、唐津大手口バスセンター・唐津駅から昭和自動車（昭和バス）のバス路線が開設されて通勤通学に使われている。
藤津郡太良町にある竹崎島は、竹崎島橋によって本土と結ばれている。

### 長崎県

#### 壱岐・対馬
壱岐島の本島と新壱岐発電所がある青島との間には、青島大橋が架橋されている。属島である長島と大島との間には、1999年に珊瑚大橋が架橋されている。また、本島の南西部にある嫦娥島には堤防道路があり、車両で渡島できる。
対馬は、対馬島（つしまじま、つしまとう）を主島とし、属島としては5つの有人島がある。このうち、主島とつながっているのは、沖ノ島（住吉橋）、赤島（赤島大橋）、島山島（浅茅パールブリッジ）であり、赤島は沖ノ島を経由する。なお、赤島の北西部には、有人島である泊島がある。かつては赤島と泊島との間は離れていたが、架橋されることなく埋め立てにより陸続きとなった。
なお、主島である対馬島は、元々1つの島であったが、人工運河である万関瀬戸によって隔てられ、これより北を上島、南を下島と呼び、この運河に万関橋（国道382号）が架橋されている。また同じように人工運河である大船越瀬戸に大船越橋が架橋されている。

#### 松浦市周辺
松浦市の伊万里湾にある福島は、1967年に佐賀県伊万里市波多津町との間に福島大橋（全長225メートル）が架橋され（長崎県道・佐賀県道103号喜内瀬鍋串辻線）、西肥自動車（西肥バス）が伊万里駅前から福島港まで運行している。
同じく松浦市にある鷹島は、2009年に鷹島肥前大橋（長崎県道・佐賀県道109号鷹島肥前線）が建設されて佐賀県唐津市肥前町と結ばれた。同区間を結ぶフェリーは廃止され、同年4月20日からは昭和自動車（昭和バス）により肥前町と鷹島を結ぶ路線バスが運行開始されている。ただし鷹島と松浦市本土を結ぶフェリー航路は、陸路ではかなり遠回りになるため現在も存続している。
このようにこの2島は長崎県でありながら距離的に近い佐賀県との間に架橋されたが、2004年、離島自治体だった福島町（福島）と鷹島町（鷹島）は、もともと同じ旧北松浦郡だった松浦市と合併している。

#### 平戸市周辺

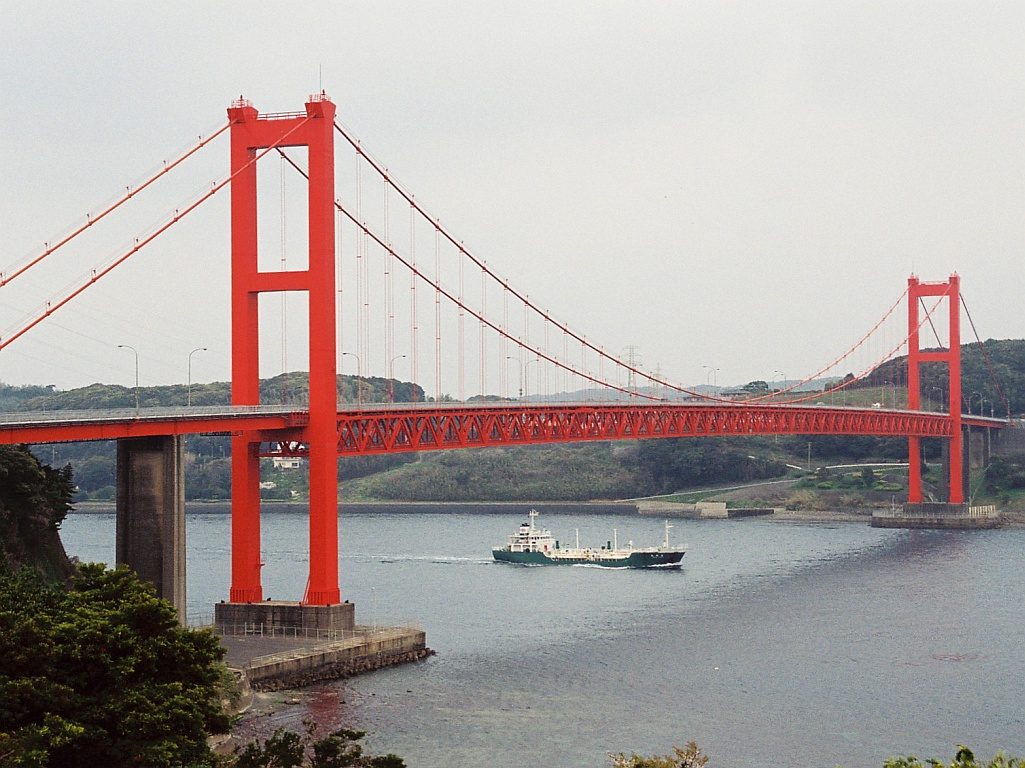
平戸大橋（平戸大橋公園より）

平戸市にある平戸島と、本土を隔てる平戸瀬戸には、1977年に平戸大橋（国道383号）が架橋され、さらに平戸島と生月島を隔てる辰ノ瀬戸に1991年に生月大橋（長崎県道42号平戸生月線）が架けられている。もともと長崎県道路公社が運営する平戸大橋有料道路、生月大橋有料道路という有料道路であったが、2010年4月1日に無料開放された。
これらの架橋によりフェリー航路が減少した平戸港フェリーターミナルは、西肥自動車の「平戸桟橋」バスターミナルとして活用されており、佐世保市の佐世保バスセンター（佐世保駅前）や松浦市とのバス路線の基点となっている。また平戸桟橋からは平戸島内各地や生月島（生月自動車）へのバス路線も運行されている。

#### 佐世保市周辺
佐世保市南部にある針尾島は、早岐瀬戸を挟んで佐世保市本土側と接しており、観潮橋（国道202号）や瀬戸中央橋（長崎県道222号平瀬佐世保線）、早岐瀬戸大橋・新早岐瀬戸大橋（ともに国道205号針尾バイパス）等の架橋がされている。さらに同島から大村湾側には江上大島があり、1988年に江上大橋が架橋された。なお、針尾島は針尾瀬戸を挟んで西彼杵半島（西海市）とも接しており、1955年に西海橋（国道202号）が、2006年には新西海橋が西海パールライン有料道路の一部として建設され、長崎 - 佐世保間を結ぶ重要な島となっている。なお、針尾島内で帰結するが、西海パールライン有料道路を構成するパール1号橋2号橋は兎島（無人島）を介し架橋されている。
佐世保市小佐々町にある、前島（まえじま）は、1972年に架橋された。同島に隣接する鼕泊島（とうどまりじま）は1976年、前島との間に「鼕泊橋」が架橋され、前島を通じて本土とつながった。

#### 大村市・西海市・長崎市周辺
大村市にある長崎空港は、大村湾のほぼ中程、海岸から約2キロメートルに浮かぶ自然島の箕島（みしま、無定住島。開発前は有人島）全域を開発し埋立拡張することで、1975年5月1日に世界初の海上空港として開業し、箕島大橋（長崎県道38号長崎空港線、長さ970メートル、幅員8.5メートル）によって結ばれている。
西海市にある寺島は、西彼杵半島との間で、大島大橋（長崎県道52号大島太田和線）によって結ばれている。さらに寺島と大島を寺島橋（長崎県道243号寺島馬込港線）で結び、大島と蛎浦島を中戸大橋、蛎浦島と崎戸島を本郷橋で結ばれている（ともに長崎県道15号崎戸大島線）。大島大橋は長崎県道路公社が運営する大島大橋有料道路であったが、2011年4月1日に無料開放された。
西海市にある南串島は、西彼杵半島と狭い水路で隔てられており、国道202号が島の東から南西に向かい、七釜大橋でつながっているほか、二つの橋で結ばれている。
長崎市琴海町の西彼杵半島にある尾戸半島の南端には、鵜瀬島があり、幅10メートルほどの小口瀬戸に小口橋が架橋されている。
その他、西彼杵半島には、大村湾に浮かぶ辰島との間で架橋があるが、日本では珍しい海峡越えのコースがあることで知られる『オーシャンパレスゴルフクラブ＆リゾート』の企業私有地であり、辰島はゴルフコースとして整備されているため、一般的に同ゴルフクラブでプレイしない限り、私設橋の辰島橋を使用して島に渡ることができない。
長崎市香焼町と大中瀬戸で隔てられた沖之島を結ぶ伊王島大橋（長崎県道250号伊王島香焼線）が2011年3月27日に開通した。沖之島の先に一般的に知られる伊王島があり、通常は2つの島を合わせて伊王島と呼んでいる。両島の間は幅数十mしかなく、2つの島を結ぶために栄橋・賑橋・祝橋の3つの橋が架けられている。
長崎市の東部にある牧島は、牧戸橋によって本土と結ばれている。
旧西彼杵郡野母崎町の長崎市脇岬町と樺島は、樺島大橋（長崎県道251号樺島港脇岬線）によって、樺島沖合の中島（上陸可、無人島）を介して結ばれている。

#### 五島列島
五島列島 のうち、福江島のある下五島地域（五島市）では、南西部の玉之浦地区と島山島が玉之浦大橋によって結ばれている。
中通島のある、上五島地域（新上五島町）では、中通島と休港中の上五島空港がある頭ヶ島との間に、頭ヶ島大橋（長崎県道62号上五島空港線）が1981年に架橋されている。
中通島の南西にある若松島は、上中島（無人島）を介して、1991年に完成した若松大橋（長崎県道46号若松白魚線）によって結ばれている。また若松島と漁生浦島の間には漁生浦橋（長崎県道169号日ノ島猿浦線）があり、さらに漁生浦島から有福島、およびその先の日島まで防波堤でつながっていて陸路で通行できる。
その他、中通島と桐ノ小島とは1961年に架橋された橋で結ばれている。
小値賀島の小値賀町では、黒島が金比羅大橋で、小値賀島と斑島が斑大橋（長崎県道225号斑浜津線）で結ばれている。
今後の課題として、福江島から久賀島、奈留島、若松島までを結ぶ五島列島縦断架橋の構想も検討されている。

### 大分県
同県では有人離島および無人離島への架橋はない。保戸島及び大入島については、架橋構想があるものの、建設の目途は立っていない。
津久見市の保戸島は、本土の四浦半島との距離が約100メートルであり、2010年9月に策定された『津久見市都市計画マスタープラン』では、四浦日代線と保戸島とを結ぶ架橋構想について、基盤整備推進のために関係機関に働きかけることが挙げられている。
佐伯市の大入島は、佐伯湾の湾奥に位置しており、佐伯市中心部の市街地との距離が約700メートルであることから、大入島と本土とを結ぶ架橋構想（大入島連絡道路、大入島架橋）がある。1981年（昭和56年）に大入島架橋建設促進期成会が発足。1994年度（平成6年度）から1996年度（平成8年度）にかけては、大分県と佐伯市が「大入島連絡道路基本計画検討調査」を実施し、建設手法、架橋位置、費用などの検討が行われたが、具体化の目途は立っていない。

### 熊本県

#### 天草諸島
天草諸島は、九州の有明海・八代海（不知火海）と天草灘によって囲まれている。天草上島と天草下島を主島とし、さらにいくつもの有人離島がある。そのため海上交通が盛んであり、多数のフェリー会社が存在する。しかし戦後から架橋が進み、熊本県の宇土半島先端の三角から天草上島を経て天草下島に至る国道266号・国道324号で結ばれて一体化している。また、並行して熊本県本土から天草市にかけて熊本天草幹線道路という地域高規格道路が構想されており、一部区間が松島有料道路（有料）と松島有明道路（無料）として供用され、熊本市から天草への所要時間と走行距離の短縮に貢献している。
本土から天草上島にかけて、真珠養殖が盛んなところから「天草パールライン」と呼ばれる天草五橋という連続架橋があり、本土（三角） - 1.天門橋、2.大矢野橋、3.中の橋、4.前島橋、5.松島橋 - 天草上島と結ばれている。元々は償還期間39年を見込んだ有料道路であったが、開通により天草への観光客が急増し、モータリゼーションの進展なども含めた交通量の増大により、わずか9年で償還を完了して無料化されたという逸話も残っている。
架橋により本土とつながった島は北側から順に大矢野島、永浦島、大池島（無人島）、池島（無人島）、前島の5島である。
天草上島と天草下島の間には本渡瀬戸が隔てられており、天草瀬戸大橋（国道266号）と本渡瀬戸歩道橋が架橋されている。これらの架橋により、熊本市から天草市への陸上交通が活性化され、あまくさ号という特急バスが走っている。
上記以外にも離島架橋がある。（熊本本土側から記載）宇土半島の南側に戸馳島と本土の間を隔てるモタレノ瀬戸に戸馳大橋が架橋されている。大矢野島には、西側にある野釜島と野釜大橋、東側にある野牛島と更に東にある維和島との間に、それぞれ西大維橋と東大維橋が架橋されている。永浦島には、樋合島との間に樋合永浦橋が架橋されている。天草上島には、南側の上天草市龍ヶ岳町高戸から椚島、坊主島（無人島） - 樋島を結ぶ椚島橋・樋島大橋が架橋されている。また、姫戸港に浮かび、島全体が「小島公園」になっている周囲300メートルの小島は、堤防通路で渡島できる。
天草上島の南側にある御所浦島と牧島の間には、中瀬戸橋が架橋されている。また御所浦島と前島の間には前島橋が架橋されている。
天草下島には、北部にある通詞島と結ぶ通詞大橋が架橋され、南部の下須島との間に通天橋・牛深ハイヤ大橋の分岐橋が架橋されている。
なお、天草上島を通過する熊本県道333号龍ヶ岳御所浦線は、上天草市龍ヶ岳町を起点とし御所浦島に至るが、横浦島と前島を経由する 御所浦架橋計画 がある。
島原天草長島連絡道路（計画）
島原天草長島連絡道路は、長崎県島原半島から熊本県天草を経由して鹿児島県長島・阿久根に至る地域高規格道路計画である。島原と天草を隔てる早崎瀬戸と、天草と鹿児島県長島を隔てる長島海峡を2つの長大橋で架橋して、九州西岸地域を一体化する構想とされる。近年は、海峡横断プロジェクト（六大架橋）に対する批判があり進捗していない。

#### 八代・芦北
八代市の球磨川河口の堤防近くにあるにある水島は、人道橋で本土と接続されている。
水俣市にある湯の児島は「観月橋」（吊り橋・人道橋）で本土と接続されている。

### 鹿児島県

#### 長島町周辺
出水郡長島町は、長島（長島本島）の全域と諸浦島、伊唐島、獅子島などの島からなる。本土の阿久根市と隔てる黒之瀬戸には黒之瀬戸大橋（元は有料橋）が、長島と諸浦島の間に乳ノ瀬橋が、長島と竹島の間に竹島大橋が、長島と伊唐島との間に伊唐大橋が架橋されている。

長島町では、諸浦島と獅子島を結ぶ獅子島架橋が望まれている。

#### 甑島列島
甑島列島は、鹿児島県薩摩川内市にある列島で、上甑島、中甑島、下甑島の主な3島と、付属するいくつかの島から構成される。
上甑島と中甑島は、鹿児島県道351号鹿島上甑線として中島という小島を挟んで上甑島側の甑大明神橋と中甑島側の鹿の子大橋によって連結された。のちに薩摩川内市が中心となった「藺牟田瀬戸架橋建設促進期成会」が活動をし、中甑島と下甑島の間に藺牟田瀬戸を橋を架ける構想が2006年度（平成18年度）に新規事業として採択され、2008年度（平成20年度）から工事を着手し、2020年8月29日に甑大橋として開通した。

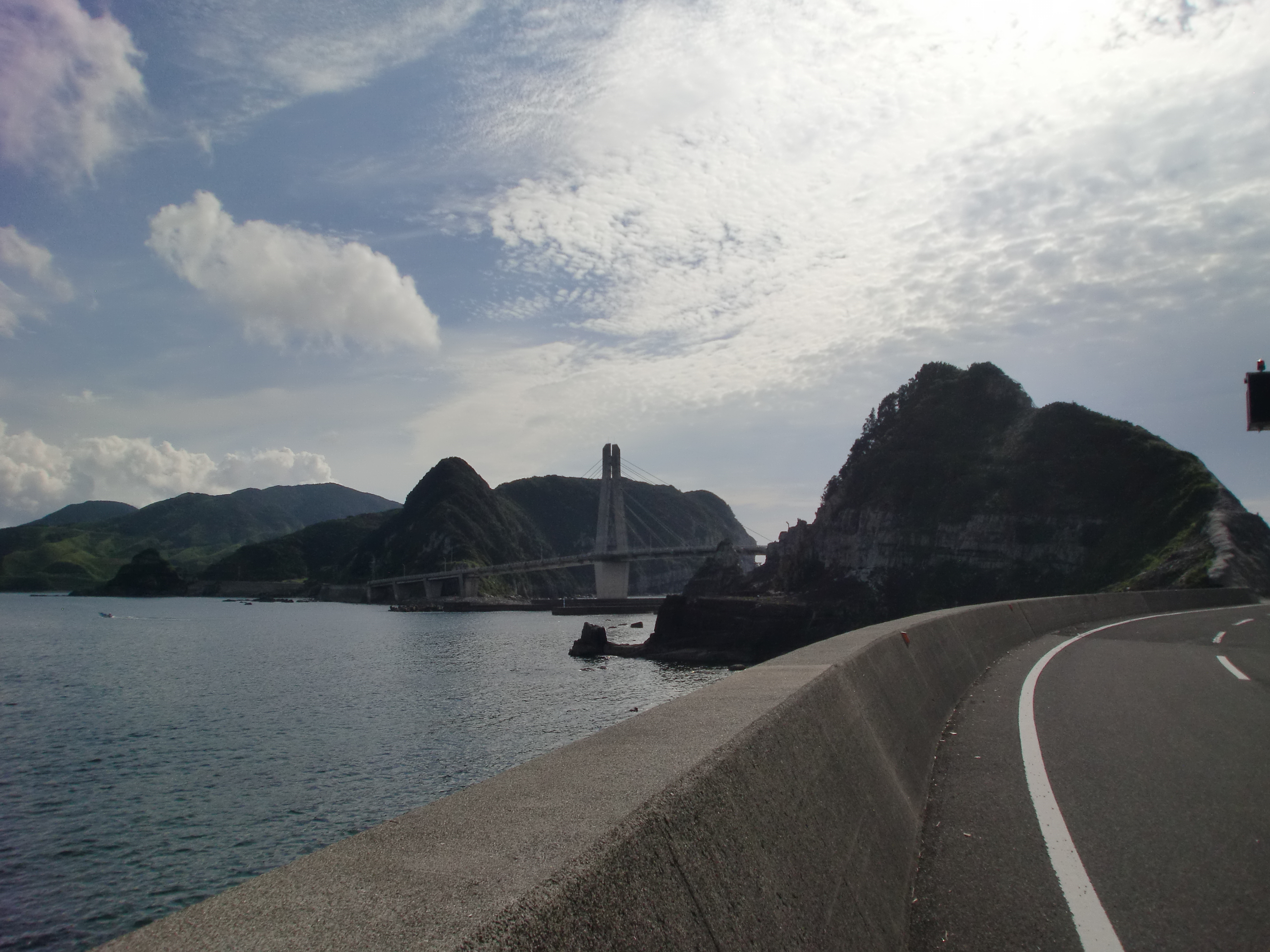
甑大明神橋
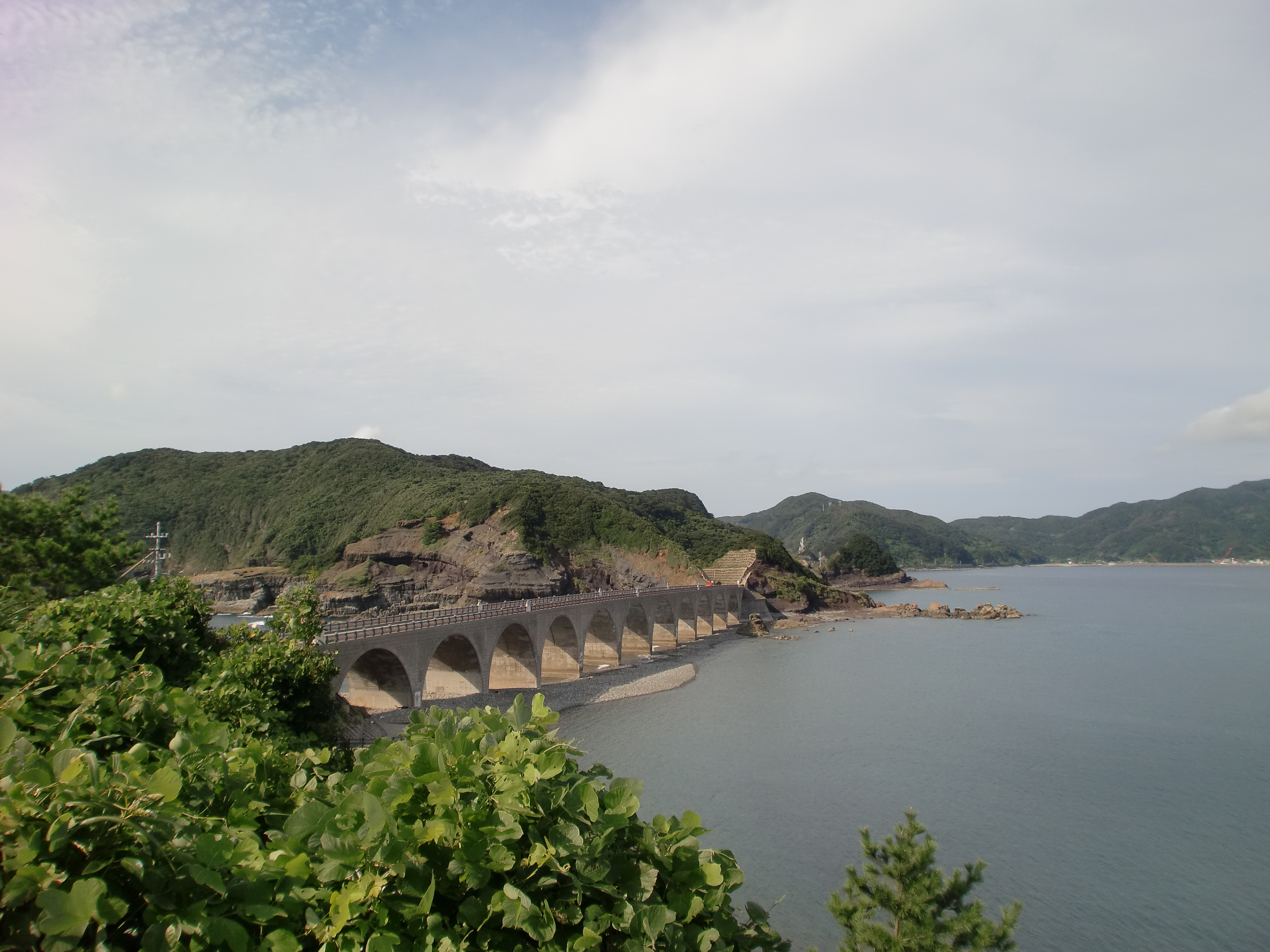
鹿の子大橋
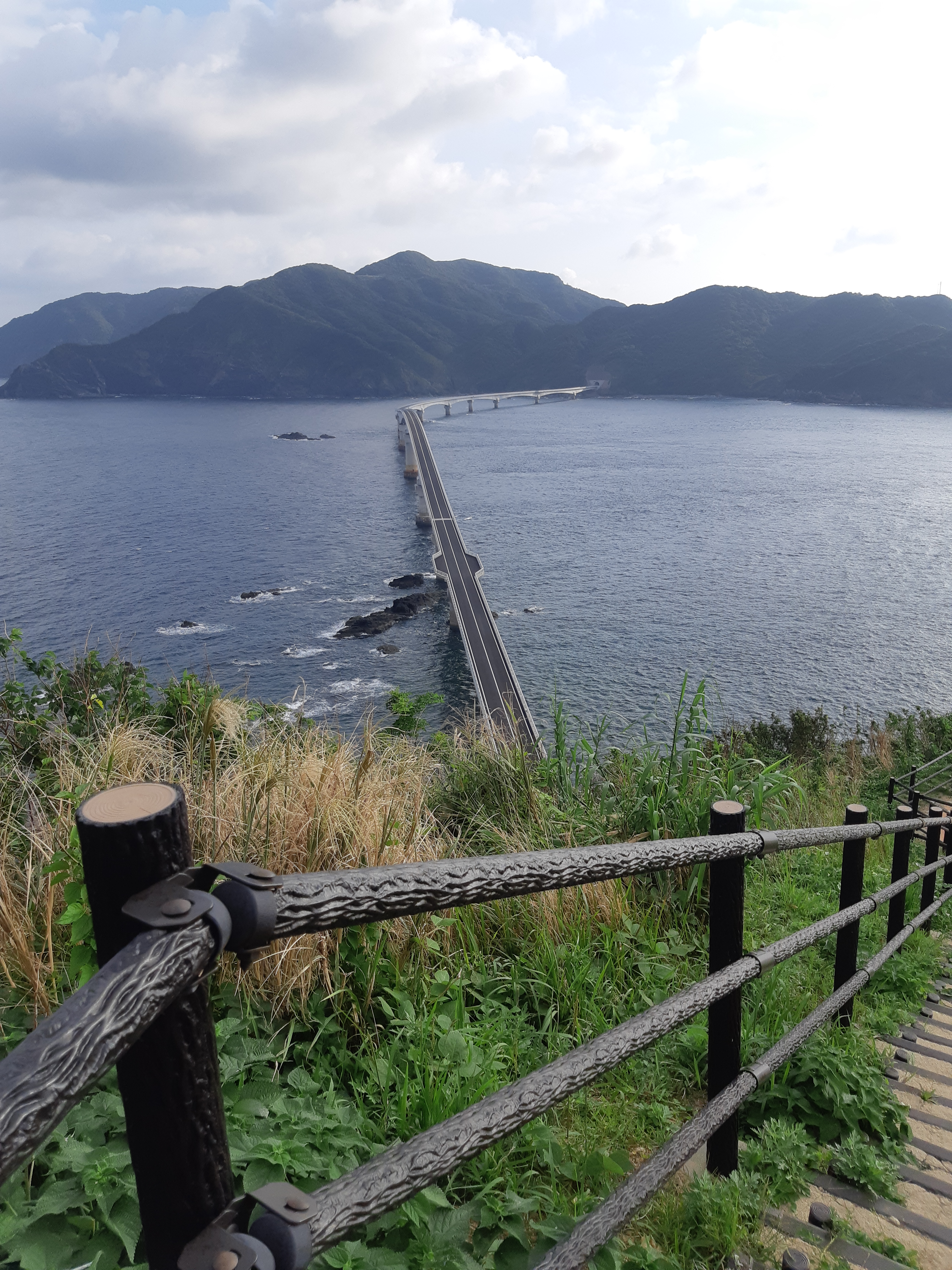
甑大橋

#### 奄美群島
海峡で分断されている瀬戸内町の奄美大島南部と加計呂麻島を結ぶ架橋構想はあるが、諸事情により進んでいない。

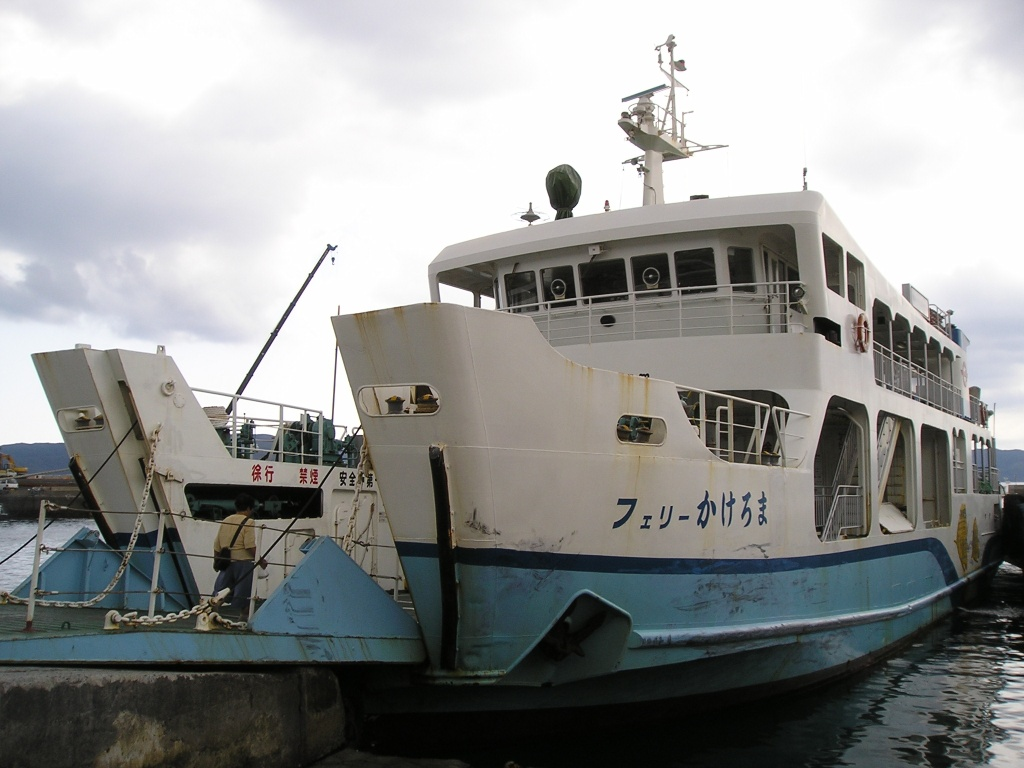
フェリーかけろま

なお、奄美市の名瀬港に浮かぶ小島、山羊島（やぎじま）には、2013年7月に『奄美山羊島ホテル』が開業しており、同島を結ぶ山羊島橋がホテル開業前年の2012年1月に竣工している。

### 沖縄県

#### 沖縄諸島

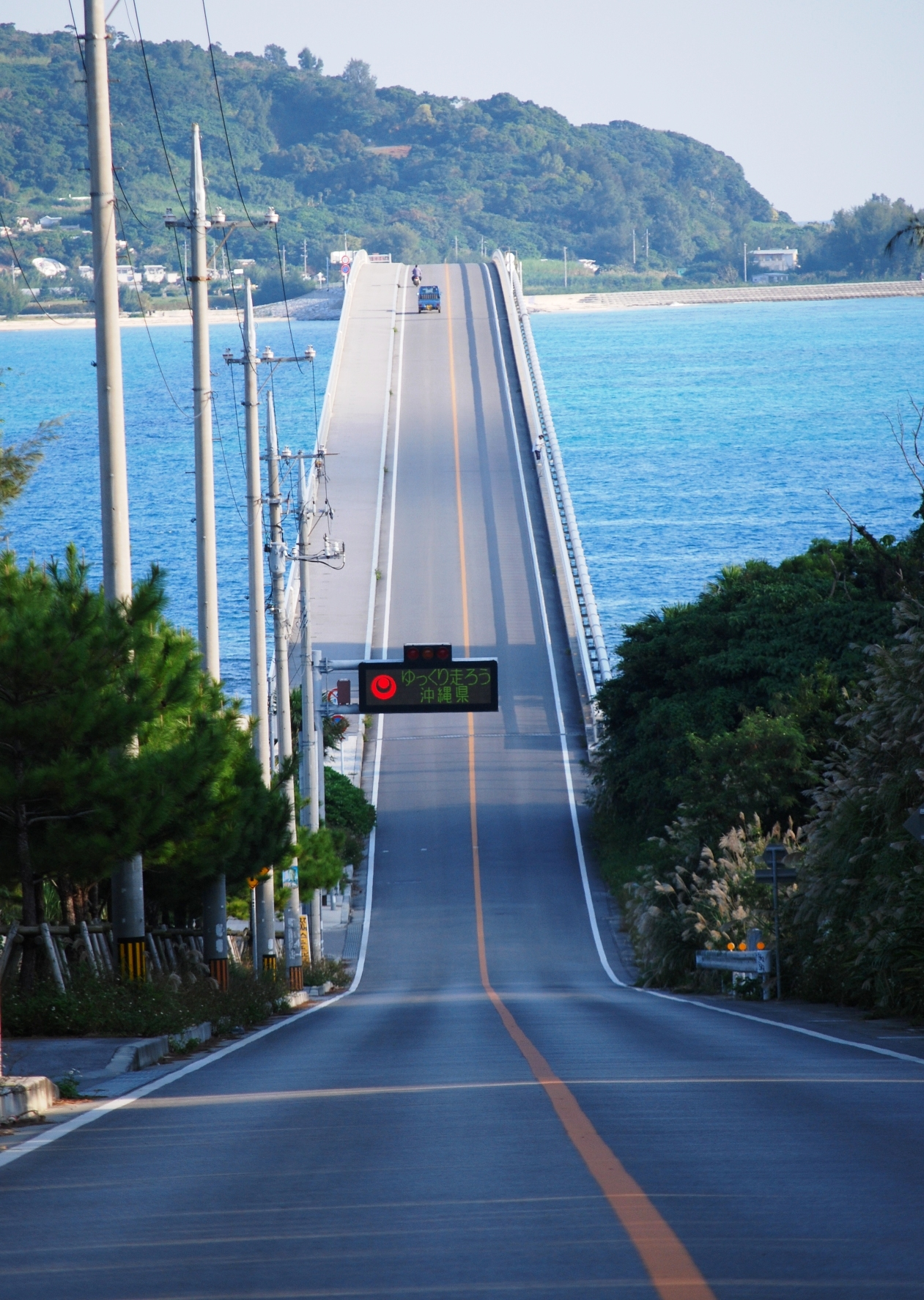
路線から眺む古宇利大橋

沖縄諸島の新沖縄県離島振興計画を参照。
沖縄本島北西部、本部町の瀬底島は、瀬底大橋（沖縄県道172号瀬底健堅線）で結ばれている。同じ北西部名護市の屋我地島東部と奥武島が屋我地大橋（沖縄県道110号線）で結ばれており、奥武島と名護市真喜屋の沖縄本島が羽地奥武橋（沖縄県道110号線）で結ばれている。また、2010年12月に屋我地島西部と今帰仁村運天側との間がワルミ大橋（沖縄県道248号屋我地仲宗根線）で結ばれている。さらに屋我地島北部にある今帰仁村にある、古宇利島が古宇利大橋（沖縄県道247号古宇利屋我地線）で結ばれている。そのほかにも北部地区には宮城島と沖縄島を結ぶ宮城橋と塩屋大橋（ともに国道58号）がある。
沖縄本島勝連半島沖、うるま市の平安座島、宮城島、伊計島はこの順に海中道路（平安座海中大橋、世開橋）、桃原橋、伊計大橋により結ばれている（沖縄県道10号伊計平良川線）。平安座島とその南の浜比嘉島との間に浜比嘉大橋（沖縄県道238号浜比嘉平安座線）があり、4島は沖縄本島と連結されている。うるま市には他に、藪地島（農地だけがあり、無定住島）に藪地大橋が1985年に建設され沖縄本島と結ばれている。
本島南部、南城市の奥武島は本島と奥武島橋で結ばれている。
久米島町にある久米島と奥武島の間は、新奥武橋（海中道路）で結ばれている。
伊平屋村にある、伊平屋島と野甫島の間に野甫大橋（沖縄県道179号田名野甫線）が架橋されている。伊平屋村の野甫島と伊是名島を結ぶ架橋構想があるが着工は未定である。
慶良間諸島では、座間味村にある阿嘉島、慶留間島、外地島の3島が、それぞれ阿嘉大橋と慶留間橋で結ばれている。

#### 宮古列島

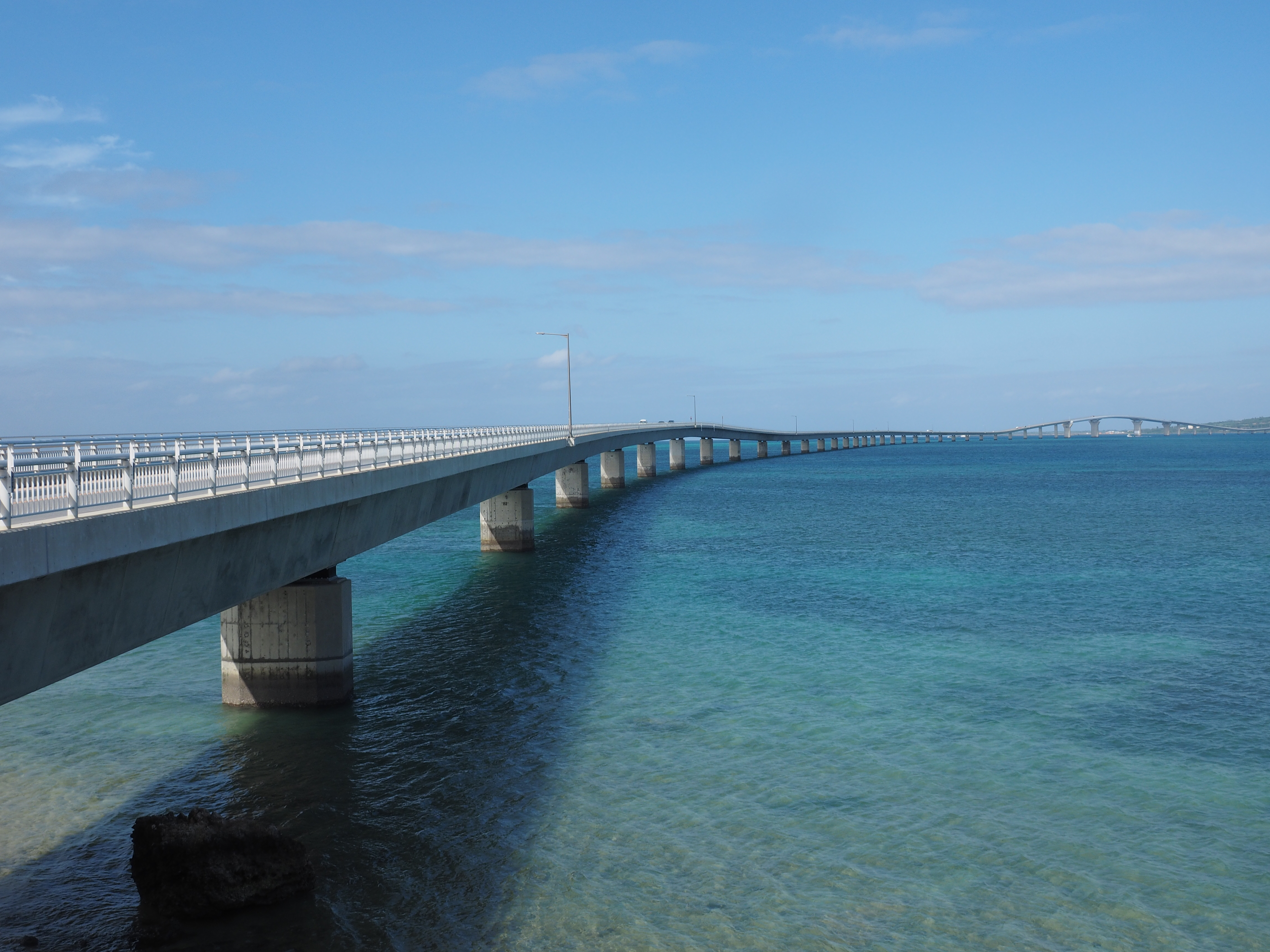
伊良部大橋

宮古列島では、宮古島市にある宮古島と、北西部にある池間島との間で1992年に池間大橋が、南西部にある来間島との間で1995年に来間大橋が、それぞれ架橋されている。
宮古島の西側約5キロメートルには伊良部島、下地島があり、両島は狭い水路で隔てられているのみで、6本の橋によって連絡している。2015年に宮古島と伊良部島との間に伊良部大橋が開通し、2005年に完成した古宇利大橋を抜き、通行料金を徴収しない橋としては日本最長となった。伊良部大橋が完成し、下地島に所在する下地島空港や観光資源等の有効利用が期待されている。

#### 八重山列島（構想）
八重山列島には、有人および無人の離島への架橋はない。
主島である石垣島から最も近い有人島の竹富島まででも約6キロメートルと伊良部大橋の倍近い距離があるなど、各島間の距離が離れている。本土復帰前の1968年（昭和43年）に元石垣市長の石垣喜興が琉球新報新年号で、石垣島から竹富島、嘉弥真島、小浜島を経て西表島に至る「夢の懸け橋」構想を提唱したことがある。また、1989年（平成元年）に竹富町役場の西表島移転に向けて小浜島 - 西表島間のヨナラ水道に農道橋を架橋する計画があったが、イトマキエイの回遊場所であったためダイビング業者等が反対したことや、十分な経済効果が見込めなかったことから、計画は頓挫した。しかし、2023年になって、地元の建設業の団体により構想が再び提案されている。
なお、西表島は島内の道路が整備されていないため、同じ島にあるにもかかわらず海上交通でのみ移動可能な集落があり、船浮海運が定期航路を運航している。また、西表島と由布島の間はわずか400メートルであるが、水牛車で移動することが観光上の名物となっており、干潮時には徒歩や車でも移動できるため両島間に橋はない。

## 架橋等により渡島できる離島リスト
- 上記構文をまとめた一覧表。自動車による渡島や、人道橋により渡島できる架橋離島を記載。一島に複数架橋されている場合は代表的な橋を1橋記載。無名島や岩礁など、通常の離島と分類できない架橋はまとめ2に記載。架橋ではなく堤防通路・道路により渡島できる離島は、まとめ3に記載。-印は不明。

| 架橋離島名     | 所在地         | 有人・無人・上陸可否     | 橋梁名             | 道路名・その他備考                                             | 開通年     | 地理座標                                                                      |
| -------------- | -------------- | ------------------------ | ------------------ | -------------------------------------------------------------- | ---------- | ----------------------------------------------------------------------------- |
| 春国岱         | 根室市         | 無人                     | 春国岱橋           | 砂州                                                           | 2013年改築 | 北緯43度16分18秒 東経145度28分22.4秒 / 北緯43.27167度 東経145.472889度        |
| 帯島           | 外ヶ浜町       | 無定住島                 | -                  | コンクリート道路橋                                             | -          | 北緯41度15分40.8秒 東経140度20分39.9秒 / 北緯41.261333度 東経140.344417度     |
| 大島           | 平内町         | 無人                     | 大島橋             | 人道橋                                                         | 1967年     | 北緯41度0分36.1秒 東経140度52分41.7秒 / 北緯41.010028度 東経140.878250度      |
| 松島           | 平内町         | 無人                     | -                  | 人道橋                                                         | -          | 北緯40度56分13.94秒 東経140度58分20.32秒 / 北緯40.9372056度 東経140.9723111度 |
| 小松島         | 平内町         | 無人                     | -                  | 人道橋・松島と連繋                                             | -          | 北緯40度56分13.2秒 東経140度58分22.64秒 / 北緯40.937000度 東経140.9729556度   |
| 弁天島         | 深浦町         | 無人                     | -                  | 人道橋・本土とは堤防通路を介して連繋                           | -          | 北緯40度44分48.2秒 東経140度0分3.5秒 / 北緯40.746722度 東経140.000972度       |
| 大島           | 気仙沼市       | 有人                     | 気仙沼大島大橋     | 宮城県道18号大島浪板線                                         | 2019年     | 北緯38度52分42.1秒 東経141度36分22.5秒 / 北緯38.878361度 東経141.606250度     |
| 出島           | 女川町         | 有人                     | 出島大橋           | 町道女川出島線                                                 | 2024年     | 北緯38度27分00.8秒 東経141度30分51.2秒 / 北緯38.450222度 東経141.514222度     |
| 籬島           | 塩竈市         | 無人                     | 籬島歩道橋         | 人道橋                                                         | 1975年     | 北緯38度19分24.81秒 東経141度2分11.73秒 / 北緯38.3235583度 東経141.0365917度  |
| 宮戸島         | 東松島市       | 有人                     | 松ヶ島橋           | 宮城県道27号奥松島松島公園線                                   | 2021年架替 | 北緯38度21分13.5秒 東経141度9分25.7秒 / 北緯38.353750度 東経141.157139度      |
| 福浦島         | 松島町         | 無人                     | 福浦橋             | 人道橋                                                         | 2012年架替 | 北緯38度22分8.8秒 東経141度4分8.6秒 / 北緯38.369111度 東経141.069056度        |
| 五大堂島       | 松島町         | 無人                     | 透橋               | 人道橋                                                         | -          | 北緯38度22分13.1秒 東経141度3分51.4秒 / 北緯38.370306度 東経141.064278度      |
| 雄島           | 松島町         | 無人                     | 渡月橋             | 人道橋                                                         | 2013年架替 | 北緯38度21分55.3秒 東経141度3分43.1秒 / 北緯38.365361度 東経141.061972度      |
| 沖の島         | にかほ市       | 無人                     | 沖の弁天橋         | 人道橋                                                         | 2006年     | 北緯39度15分22.2秒 東経139度54分42.3秒 / 北緯39.256167度 東経139.911750度     |
| 白山島         | 鶴岡市         | 無人                     | 白山橋             | 人道橋                                                         | 1978年架替 | 北緯38度43分22.5秒 東経139度41分4.9秒 / 北緯38.722917度 東経139.684694度      |
| 弁天島         | いわき市       | 無人                     | 弁天橋             | 人道橋                                                         | 2016年架替 | 北緯37度7分8秒 東経141度0分0.7秒 / 北緯37.11889度 東経141.000194度            |
| 真珠島         | 鋸南町         | 無人                     | -                  | コンクリート道路橋（私道・関係者以外渡島不可）                 | -          | 北緯35度7分25.2秒 東経139度49分55.3秒 / 北緯35.123667度 東経139.832028度      |
| 荒島           | 鴨川市         | 無人                     | -                  | 人道橋                                                         | -          | 北緯35度5分34.6秒 東経140度6分32.7秒 / 北緯35.092944度 東経140.109083度       |
| 弁天島         | 鴨川市         | 無人                     | -                  | 人道橋                                                         | -          | 北緯35度5分28.8秒 東経140度6分31.1秒 / 北緯35.091333度 東経140.108639度       |
| 野島           | 横浜市金沢区   | 有人                     | 野島橋他           | 市道                                                           | 2010年架替 | 北緯35度19分48.3秒 東経139度37分52.9秒 / 北緯35.330083度 東経139.631361度     |
| 琵琶島         | 横浜市金沢区   | 無人                     | -                  | 人道橋（コンクリート通路橋）                                   | -          | 北緯35度19分53.3秒 東経139度37分21.08秒 / 北緯35.331472度 東経139.6225222度   |
| 城ヶ島         | 三浦市         | 有人                     | 城ヶ島大橋         | 市道                                                           | 1960年     | 北緯35度8分15.9秒 東経139度37分21.1秒 / 北緯35.137750度 東経139.622528度      |
| 天神島         | 横須賀市       | 有人                     | 天神橋             | 市道                                                           | 1986年架替 | 北緯35度13分23.1秒 東経139度36分14.5秒 / 北緯35.223083度 東経139.604028度     |
| 江の島         | 藤沢市         | 有人                     | 江の島大橋他       | 湘南港臨港道路他                                               | 1962年     | 北緯35度18分13.7秒 東経139度28分55.4秒 / 北緯35.303806度 東経139.482056度     |
| 揚島           | 佐渡市         | 無人                     | 遊仙橋             | 人道橋                                                         | 1972年     | 北緯38度5分37.5秒 東経138度14分52.7秒 / 北緯38.093750度 東経138.247972度      |
| 津神島         | 佐渡市         | 無人                     | 津神橋             | 人道橋                                                         | -          | 北緯38度4分54.3秒 東経138度32分56.6秒 / 北緯38.081750度 東経138.549056度      |
| 経島／矢島     | 佐渡市         | 無人                     | -                  | 人道橋                                                         | -          | 北緯37度48分28.1秒 東経138度15分58.9秒 / 北緯37.807806度 東経138.266361度     |
| 松島           | 能登町         | 無人                     | -                  | 人道橋（コンクリート通路橋）                                   | -          | 北緯37度21分16.94秒 東経137度16分3.05秒 / 北緯37.3547056度 東経137.2675139度  |
| 平島           | 能登町         | 無人                     | 赤崎釣り桟橋       | 人道橋                                                         | -          | 北緯37度21分2.79秒 東経137度15分52.95秒 / 北緯37.3507750度 東経137.2647083度  |
| 弁天島         | 穴水町         | 無人                     | -                  | 人道橋                                                         | -          | 北緯37度12分54.08秒 東経137度3分56.08秒 / 北緯37.2150222度 東経137.0655778度  |
| 能登島         | 七尾市         | 有人                     | 能登島大橋他       | 石川県道47号七尾能登島公園線他                                 | 1982年     | 北緯37度5分22.7秒 東経136度56分33.4秒 / 北緯37.089639度 東経136.942611度      |
| 松島           | 七尾市         | 無人                     | -                  | 人道橋（コンクリート通路橋）・能登島と連繋                     | -          | 北緯37度7分41.41秒 東経137度3分0.99秒 / 北緯37.1281694度 東経137.0502750度    |
| 雄島           | 坂井市         | 無人                     | 雄島橋             | 人道橋                                                         | 1981年     | 北緯36度15分0.3秒 東経136度7分19.6秒 / 北緯36.250083度 東経136.122111度       |
| 越前松島       | 坂井市         | 無人                     | -                  | 人道橋                                                         | -          | 北緯36度15分16.75秒 東経136度8分50.85秒 / 北緯36.2546528度 東経136.1474583度  |
| 稲島           | 高浜町         | 無人                     | -                  | 人道橋                                                         | -          | 北緯35度29分40.1秒 東経135度32分48.2秒 / 北緯35.494472度 東経135.546722度     |
| 竜宮島         | 下田市         | 無人                     | -                  | コンクリート通路橋                                             | -          | 北緯34度42分33.57秒 東経138度59分0.9秒 / 北緯34.7093250度 東経138.983583度    |
| 雁島           | 下田市         | 無人                     | -                  | 人道橋                                                         | -          | 北緯34度40分2.2秒 東経138度56分56.5秒 / 北緯34.667278度 東経138.949028度      |
| 恵比須島       | 下田市         | 無人                     | 恵比須橋           | 人道橋                                                         | -          | 北緯34度39分9.8秒 東経138度57分54.3秒 / 北緯34.652722度 東経138.965083度      |
| 赤根島         | 下田市         | 無人                     | -                  | コンクリート道路橋                                             | -          | 北緯34度39分53.7秒 東経138度56分45.8秒 / 北緯34.664917度 東経138.946056度     |
| 弁天島         | 浜松市西区     | 有人                     | 弁天大橋他         | 国道301号他                                                    | 1972年架替 | 北緯34度41分17.1秒 東経137度36分25.7秒 / 北緯34.688083度 東経137.607139度     |
| 竹島           | 蒲郡市         | 無人                     | 竹島橋             | 人道橋                                                         | 1986年架替 | 北緯34度48分48秒 東経137度13分59.5秒 / 北緯34.81333度 東経137.233194度        |
| ミキモト真珠島 | 鳥羽市         | 無定住島                 | パールブリッジ     | 人道橋（私有島・元は自然島の相島）                             | -          | 北緯34度29分0.7秒 東経136度50分43.8秒 / 北緯34.483528度 東経136.845500度      |
| 賢島           | 志摩市         | 有人                     | 賢島橋他           | 国道167号他                                                    | -          | 北緯34度18分36.5秒 東経136度49分29.4秒 / 北緯34.310139度 東経136.824833度     |
| 中ノ磯         | 南伊勢町       | 無人                     | 南島大橋他         | 町道                                                           | -          | 北緯34度17分10.2秒 東経136度34分27.7秒 / 北緯34.286167度 東経136.574361度     |
| 城島           | 京丹後市       | 無定住島                 | 城嶋橋             | 人道橋                                                         | 1973年     | 北緯35度44分12.9秒 東経135度5分2.6秒 / 北緯35.736917度 東経135.084056度       |
| 弁天島         | 姫路市         | 無人                     | 海神橋             | 人道橋・坊勢島と連繋                                           | 1990年     | 北緯34度39分9.6秒 東経134度30分35.5秒 / 北緯34.652667度 東経134.509861度      |
| 淡路島         | 淡路市         | 有人                     | 大鳴門橋他         | 神戸淡路鳴門自動車道他                                         | 1985年     | 北緯34度14分19.4秒 東経134度39分5.4秒 / 北緯34.238722度 東経134.651500度      |
| 絵島           | 淡路市         | 無人・関係者以外上陸不可 | 絵島橋             | 人道橋                                                         | -          | 北緯34度35分22.5秒 東経135度1分17.5秒 / 北緯34.589583度 東経135.021528度      |
| 弁天島         | 南あわじ市     | 無人                     | 太鼓橋             | 人道橋・南あわじ市丸山海釣り公園内                             | -          | 北緯34度17分31.5秒 東経134度39分16.9秒 / 北緯34.292083度 東経134.654694度     |
| 紀伊大島       | 串本町         | 有人                     | くしもと大橋       | 和歌山県道40号樫野串本線                                       | 1999年     | 北緯33度27分46.2秒 東経135度47分50.1秒 / 北緯33.462833度 東経135.797250度     |
| 苗我島         | 串本町         | 無人                     | くしもと大橋       | 和歌山県道40号樫野串本線                                       | 1999年     | 北緯33度27分36.2秒 東経135度47分34.9秒 / 北緯33.460056度 東経135.793028度     |
| 江須崎島       | すさみ町       | 無人                     | 江須崎橋           | コンクリート道路橋・関係車両のみ                               | 2011年架替 | 北緯33度30分8.8秒 東経135度35分24.9秒 / 北緯33.502444度 東経135.590250度      |
| 大根島         | 八束町         | 有人                     | 大海崎橋           | 島根県道338号美保関八束松江線                                  | 1978年     | 北緯35度28分45.2秒 東経133度8分38.4秒 / 北緯35.479222度 東経133.144000度      |
| 弁天島         | 八束町         | 無人                     | -                  | 人道橋・波入港親水公園・大根島と連繋                           | -          | 北緯35度29分8.2秒 東経133度10分48.3秒 / 北緯35.485611度 東経133.180083度      |
| 渡島           | 八束町         | 無人                     | -                  | コンクリート道路橋・大根島と連繋・関係者以外渡島不可           | -          | 北緯35度29分10.4秒 東経133度11分14.6秒 / 北緯35.486222度 東経133.187389度     |
| 江島           | 松江市         | 有人                     | 江島大橋           | 境港臨港道路江島幹線                                           | 2004年     | 北緯35度31分7.8秒 東経133度11分57.9秒 / 北緯35.518833度 東経133.199417度      |
| 桂島           | 松江市         | 無人                     | 神埼橋             | 人道橋                                                         | -          | 北緯35度33分53.2秒 東経133度3分10.6秒 / 北緯35.564778度 東経133.052944度      |
| 寺島           | 松江市         | 無人                     | 照島橋             | 市道橋                                                         | 1985年     | 北緯35度32分24.86秒 東経132度58分5.42秒 / 北緯35.5402389度 東経132.9681722度  |
| 島津島         | 知夫村         | 無人                     | お松橋             | 人道橋・知夫里島と連繋                                         | 2003年     | 北緯36度0分10.4秒 東経133度3分13.6秒 / 北緯36.002889度 東経133.053778度       |
| 鵜の島         | 仁摩町         | 無人                     | -                  | 人道橋                                                         | -          | 北緯35度7分36.1秒 東経132度22分35.5秒 / 北緯35.126694度 東経132.376528度      |
| 櫛島           | 大田市         | 無人                     | -                  | 人道橋                                                         | -          | 北緯35度6分7秒 東経132度20分21.8秒 / 北緯35.10194度 東経132.339389度          |
| 瀬戸ヶ島       | 浜田市         | 有人                     | 浜田マリン大橋他   | 市道                                                           | 1999年     | 北緯34度53分48.7秒 東経132度3分44.4秒 / 北緯34.896861度 東経132.062333度      |
| 鹿久居島       | 備前市         | 有人                     | 備前♡日生大橋      | 市道日生頭島線                                                 | 2015年     | 北緯34度43分40.2秒 東経134度17分0秒 / 北緯34.727833度 東経134.28333度         |
| 頭島           | 備前市         | 有人                     | 頭島大橋           | 市道日生頭島線                                                 | 2004年     | 北緯34度42分18.4秒 東経134度17分9.1秒 / 北緯34.705111度 東経134.285861度      |
| 長島           | 瀬戸内市       | 有人                     | 邑久長島大橋       | 市道                                                           | 1988年     | 北緯34度40分36.9秒 東経134度13分13.1秒 / 北緯34.676917度 東経134.220306度     |
| 田島           | 福山市         | 有人                     | 内海大橋           | 広島県道53号沼隈横田港線                                       | 1989年     | 北緯34度22分26.6秒 東経133度19分18.8秒 / 北緯34.374056度 東経133.321889度     |
| 横島           | 福山市         | 有人                     | 新睦橋             | 広島県道53号沼隈横田港線                                       | 1979年     | 北緯34度21分22.8秒 東経133度17分18.5秒 / 北緯34.356333度 東経133.288472度     |
| 向島           | 尾道市         | 有人                     | 尾道大橋           | 国道317号                                                      | 1968年     | 北緯34度24分33秒 東経133度12分59.8秒 / 北緯34.40917度 東経133.216611度        |
| 岩子島         | 尾道市         | 有人                     | 向島大橋           | 市道                                                           | -          | 北緯34度22分34.2秒 東経133度10分25秒 / 北緯34.376167度 東経133.17361度        |
| 因島           | 尾道市         | 有人                     | 因島大橋他         | 西瀬戸自動車道                                                 | 1983年     | 北緯34度21分27.4秒 東経133度10分51.5秒 / 北緯34.357611度 東経133.180972度     |
| 生口島         | 尾道市         | 有人                     | 生口橋他           | 西瀬戸自動車道                                                 | 1991年     | 北緯34度18分15.4秒 東経133度9分2.7秒 / 北緯34.304278度 東経133.150750度       |
| 高根島         | 尾道市         | 有人                     | 高根大橋           | 市道                                                           | 1970年     | 北緯34度18分28.8秒 東経133度4分58.9秒 / 北緯34.308000度 東経133.083028度      |
| 長島           | 大崎上島町     | 有人                     | 長島大橋           | 町道・大崎上島と連繋                                           | 1987年     | 北緯34度15分14.5秒 東経132度52分38.8秒 / 北緯34.254028度 東経132.877444度     |
| 女猫島         | 呉市           | 無人・上陸不可           | 安芸灘大橋         | 橋脚のみ                                                       | 2001年     | 北緯34度12分32.8秒 東経132度40分51.5秒 / 北緯34.209111度 東経132.680972度     |
| 下蒲刈島       | 呉市           | 有人                     | 安芸灘大橋他       | 広島県道74号下蒲刈川尻線                                       | 2001年     | 北緯34度12分17.4秒 東経132度40分42.2秒 / 北緯34.204833度 東経132.678389度     |
| 上蒲刈島       | 呉市           | 有人                     | 蒲刈大橋他         | 蒲刈広域農道                                                   | 1979年     | 北緯34度11分4.9秒 東経132度41分3.7秒 / 北緯34.184694度 東経132.684361度       |
| 豊島           | 呉市           | 有人                     | 豊島大橋他         | 広島県道356号豊浜蒲刈線                                        | 2008年     | 北緯34度10分34.5秒 東経132度46分8.2秒 / 北緯34.176250度 東経132.768944度      |
| 大崎下島       | 呉市           | 有人                     | 豊浜大橋他         | 大崎下島広域農道                                               | 1992年     | 北緯34度10分18.2秒 東経132度48分0秒 / 北緯34.171722度 東経132.80000度         |
| 平羅島         | 呉市           | 無人                     | 平羅橋他           | 大崎下島広域農道                                               | 1995年     | 北緯34度11分31.2秒 東経132度50分57.8秒 / 北緯34.192000度 東経132.849389度     |
| 中ノ島         | 呉市           | 無人                     | 中の瀬戸大橋       | 大崎下島広域農道                                               | 1998年     | 北緯34度11分33.7秒 東経132度51分16.2秒 / 北緯34.192694度 東経132.854500度     |
| 大芝島         | 東広島市       | 有人                     | 大芝大橋           | 市道                                                           | 1997年     | 北緯34度16分38秒 東経132度47分21.8秒 / 北緯34.27722度 東経132.789389度        |
| 倉橋島         | 呉市           | 有人                     | 音戸大橋他         | 国道487号                                                      | 1961年     | 北緯34度11分41.7秒 東経132度32分14.6秒 / 北緯34.194917度 東経132.537389度     |
| 鹿島           | 呉市           | 有人                     | 鹿島大橋           | 市道                                                           | 1975年     | 北緯34度4分5.8秒 東経132度32分23.7秒 / 北緯34.068278度 東経132.539917度       |
| 江田島／能美島 | 江田島市       | 有人                     | 早瀬大橋           | 国道487号                                                      | 1973年     | 北緯34度9分18.2秒 東経132度29分30.8秒 / 北緯34.155056度 東経132.491889度      |
| 沖野島         | 江田島市       | 有人                     | 沖野島橋           | 市道                                                           | 1972年     | 北緯34度9分13.3秒 東経132度26分34秒 / 北緯34.153694度 東経132.44278度         |
| 元宇品島       | 広島市南区     | 有人                     | 暁橋               | 市道                                                           | -          | 北緯34度21分6.9秒 東経132度27分35.3秒 / 北緯34.351917度 東経132.459806度      |
| 猪子島         | 大竹市         | 無定住島                 | -                  | 堤防道路橋・阿多田島と連繋                                     | -          | 北緯34度11分44.7秒 東経132度18分57.7秒 / 北緯34.195750度 東経132.316028度     |
| 屋代島         | 周防大島町     | 有人                     | 大島大橋           | 国道437号                                                      | 1976年     | 北緯33度57分26.6秒 東経132度11分7秒 / 北緯33.957389度 東経132.18528度         |
| 頭島           | 周防大島町     | 無人                     | 浮島大橋           | 市道・浮島と連繋                                               | 2010年改修 | 北緯33度57分40.28秒 東経132度21分2.67秒 / 北緯33.9611889度 東経132.3507417度  |
| 沖家室島       | 周防大島町     | 有人                     | 沖家室大橋         | 山口県道362号白木漁港佐連線                                    | 1983年     | 北緯33度51分34.3秒 東経132度21分36.6秒 / 北緯33.859528度 東経132.360167度     |
| 亀島           | 周防大島町     | 無人                     | 亀島橋             | 道路橋・屋代島と連繋                                           | 1995年     | 北緯33度54分2.5秒 東経132度17分4.7秒 / 北緯33.900694度 東経132.284639度       |
| 長島           | 上関町         | 有人                     | 上関大橋           | 山口県道23号光上関線                                           | 1969年     | 北緯33度49分53.3秒 東経132度7分3.7秒 / 北緯33.831472度 東経132.117694度       |
| 笠戸島         | 下松市         | 有人                     | 笠戸大橋           | 山口県道174号笠戸島公園線                                      | 1970年     | 北緯33度59分16.7秒 東経131度51分36秒 / 北緯33.987972度 東経131.86000度        |
| 粭島           | 周南市         | 有人                     | 小瀬戸橋           | 山口県道170号粭島櫛ヶ浜停車場線                                | -          | 北緯33度58分50秒 東経131度46分12.7秒 / 北緯33.98056度 東経131.770194度        |
| 向島           | 防府市         | 有人                     | 錦橋               | 市道                                                           | 1950年     | 北緯34度1分13.6秒 東経131度34分49.8秒 / 北緯34.020444度 東経131.580500度      |
| 浮島           | 萩市           | 有人                     | 浮島橋             | コンクリート橋・私道・西堂寺六角堂敷地内                       | 1933年     | 北緯34度38分26.38秒 東経131度38分50.07秒 / 北緯34.6406611度 東経131.6472417度 |
| 平嶋           | 萩市           | 有人                     | -                  | コンクリート橋（軽車両のみ）                                   | -          | 北緯34度37分51.22秒 東経131度35分54.65秒 / 北緯34.6308944度 東経131.5985139度 |
| 通島           | 阿武町         | 無定住島                 | 豊漁橋             | 道路橋・山口県外海第二栽培漁業センター敷地内                   | 1991年     | 北緯34度30分51.85秒 東経131度27分3.83秒 / 北緯34.5144028度 東経131.4510639度  |
| 竹ノ子島       | 下関市         | 有人                     | 竹ノ子島橋         | 山口県道250号南風泊港線                                        | -          | 北緯33度56分55.2秒 東経130度52分36.9秒 / 北緯33.948667度 東経130.876917度     |
| 彦島           | 下関市         | 有人                     | 関彦橋他           | 山口県道250号南風泊港線                                        | -          | 北緯33度56分18.6秒 東経130度54分55.1秒 / 北緯33.938500度 東経130.915306度     |
| 角島           | 下関市         | 有人                     | 角島大橋           | 山口県道276号角島神田線                                        | 2000年     | 北緯34度21分4.3秒 東経130度53分21.5秒 / 北緯34.351194度 東経130.889306度      |
| 青海島         | 長門市         | 有人                     | 青海大橋           | 山口県道283号青海島線                                          | 1965年     | 北緯34度23分52.7秒 東経131度11分57.3秒 / 北緯34.397972度 東経131.199250度     |
| 弁天島         | 長門市         | 無人                     | -                  | 人道橋・仙崎人工島と連繋                                       | -          | 北緯34度23分44.95秒 東経131度12分9.06秒 / 北緯34.3958194度 東経131.2025167度  |
| 大毛島         | 鳴門市         | 有人                     | 小鳴門橋           | 徳島県道11号鳴門公園線                                         | 1961年     | 北緯34度11分31.8秒 東経134度36分42.8秒 / 北緯34.192167度 東経134.611889度     |
| 島田島         | 鳴門市         | 有人                     | 小鳴門新橋         | 徳島県道183号亀浦港櫛木線                                      | 1971年     | 北緯34度13分48.1秒 東経134度35分14.1秒 / 北緯34.230028度 東経134.587250度     |
| 高島           | 鳴戸市         | 有人                     | 芙蓉橋他           | 市道                                                           | 1976年     | 北緯34度12分10.5秒 東経134度36分30.2秒 / 北緯34.202917度 東経134.608389度     |
| 小勝島         | 阿南市         | 有人                     | 橘マリンブリッジ   | 徳島県道288号小勝島公園線                                      | 2016年     | 北緯33度51分38.8秒 東経134度38分46.4秒 / 北緯33.860778度 東経134.646222度     |
| 前島           | 阿南市         | 無人                     | 前島橋             | 市道・伊島と連繋                                               | 2023年架替 | 北緯33度50分36.3秒 東経134度48分17秒 / 北緯33.843417度 東経134.80472度        |
| 竹ヶ島         | 海陽町         | 有人                     | 竹ヶ島橋           | 町道                                                           | 1973年     | 北緯33度32分51.9秒 東経134度18分57.2秒 / 北緯33.547750度 東経134.315889度     |
| 喜兵衛島       | 直島町         | 無人                     | 屏風島橋           | 金属製人道橋・屏風島と連繋                                     | -          | 北緯34度29分55.4秒 東経133度58分25.72秒 / 北緯34.498722度 東経133.9738111度   |
| 櫃石島         | 坂出市         | 有人                     | 櫃石島高架橋他     | 瀬戸中央自動車道                                               | 1988年     | 北緯34度24分33.5秒 東経133度48分25秒 / 北緯34.409306度 東経133.80694度        |
| 歩渡島         | 坂出市         | 無人                     | -                  | 堤防通路橋                                                     | -          | 北緯34度24分47.8秒 東経133度48分30.2秒 / 北緯34.413278度 東経133.808389度     |
| 岩黒島         | 坂出市         | 有人                     | 岩黒島高架橋       | 瀬戸中央自動車道                                               | 1988年     | 北緯34度24分2.9秒 東経133度48分32.6秒 / 北緯34.400806度 東経133.809056度      |
| 羽佐島         | 坂出市         | 無人・上陸不可           | 岩黒島高架橋       | 橋脚のみ                                                       | 1988年     | 北緯34度23分40.9秒 東経133度48分41.4秒 / 北緯34.394694度 東経133.811500度     |
| 与島           | 坂出市         | 有人                     | 与島橋             | 瀬戸中央自動車道                                               | 1988年     | 北緯34度23分35.6秒 東経133度48分45.2秒 / 北緯34.393222度 東経133.812556度     |
| 三つ子島       | 坂出市         | 無人・上陸不可           | 北備讃瀬戸大橋     | 橋脚のみ                                                       | 1988年     | 北緯34度22分26秒 東経133度49分18.5秒 / 北緯34.37389度 東経133.821806度        |
| 津島           | 三豊市         | 無人・通年渡島不可       | 津島橋             | 人道橋・津嶋神社参拝用                                         | -          | 北緯34度14分24.9秒 東経133度42分13.4秒 / 北緯34.240250度 東経133.703722度     |
| 弓削島         | 上島町         | 有人                     | 弓削大橋           | 愛媛県道338号県道岩城弓削線                                    | 1996年     | 北緯34度15分12.1秒 東経133度12分1.7秒 / 北緯34.253361度 東経133.200472度      |
| 佐島           | 上島町         | 有人                     | 弓削大橋他         | 愛媛県道338号県道岩城弓削線                                    | 1996年     | 北緯34度15分12.1秒 東経133度12分1.7秒 / 北緯34.253361度 東経133.200472度      |
| 生名島         | 上島町         | 有人                     | 生名橋             | 愛媛県道338号県道岩城弓削線                                    | 2011年     | 北緯34度15分24.5秒 東経133度11分18.2秒 / 北緯34.256806度 東経133.188389度     |
| 岩城島         | 上島町         | 有人                     | 岩城橋             | 愛媛県道338号県道岩城弓削線                                    | 2022年     | 北緯34度15分40.79秒 東経133度10分4.46秒 / 北緯34.2613306度 東経133.1679056度  |
| 大三島         | 今治市         | 有人                     | 大三島橋他         | 西瀬戸自動車道                                                 | 1979年     | 北緯34度12分58.9秒 東経133度3分19.4秒 / 北緯34.216361度 東経133.055389度      |
| 伯方島         | 今治市         | 有人                     | 伯方・大島大橋     | 西瀬戸自動車道                                                 | 1988年     | 北緯34度11分34.9秒 東経133度4分23.7秒 / 北緯34.193028度 東経133.073250度      |
| 見近島         | 今治市         | 無人 ・上陸可            | 大島大橋           | 西瀬戸自動車道                                                 | 1988年     | 北緯34度11分48.3秒 東経133度4分35.8秒 / 北緯34.196750度 東経133.076611度      |
| 大島           | 今治市         | 有人                     | 大島大橋           | 西瀬戸自動車道                                                 | 1988年     | 北緯34度7分31.9秒 東経133度0分44.7秒 / 北緯34.125528度 東経133.012417度       |
| 馬島           | 今治市         | 有人・バス停から上陸可   | 来島海峡第二大橋他 | 西瀬戸自動車道                                                 | 1988年     | 北緯34度6分55.9秒 東経132度59分7.1秒 / 北緯34.115528度 東経132.985306度       |
| 岡村島         | 今治市         | 有人                     | 岡村大橋           | 大崎下島広域農道                                               | 1995年     | 北緯34度11分33.9秒 東経132度51分36.4秒 / 北緯34.192750度 東経132.860111度     |
| 三王島         | 八幡浜市       | 無人                     | 三王橋             | 市道・大島と連繋                                               | -          | 北緯33度22分51.4秒 東経132度20分37秒 / 北緯33.380944度 東経132.34361度        |
| 九島           | 宇和島市       | 有人                     | 九島大橋           | 市道                                                           | 2016年     | 北緯33度13分33.3秒 東経132度32分12.7秒 / 北緯33.225917度 東経132.536861度     |
| ツヅキ島       | 高知市         | 無人                     | 衣ヶ島橋           | 人道橋                                                         | 1971年     | 北緯33度31分14.8秒 東経133度32分59.3秒 / 北緯33.520778度 東経133.549806度     |
| 中ノ島         | 須崎市         | 有人                     | 中ノ島大橋         | 市道                                                           | 1982年     | 北緯33度21分26.1秒 東経133度18分39.7秒 / 北緯33.357250度 東経133.311028度     |
| 厳島           | 黒潮町         | 無人                     | 弁天橋             | 人道橋                                                         | 1995年     | 北緯33度4分6.81秒 東経133度6分30.49秒 / 北緯33.0685583度 東経133.1084694度    |
| 大島           | 宿毛市         | 有人                     | 大島橋             | 市道                                                           | 1976年     | 北緯32度55分6.4秒 東経132度42分8.9秒 / 北緯32.918444度 東経132.702472度       |
| 丸島           | 宿毛市         | 無定住島                 | 丸島大橋           | 市道                                                           | 1985年     | 北緯32度55分35.2秒 東経132度41分38.7秒 / 北緯32.926444度 東経132.694083度     |
| 柏島           | 大月町         | 有人                     | 新柏島橋           | 高知県道43号柏島二ツ石線                                       | 1993年     | 北緯32度46分2.9秒 東経132度37分49.5秒 / 北緯32.767472度 東経132.630417度      |
| 志賀島         | 福岡市東区     | 有人                     | 志賀島橋           | 福岡県道59号志賀島和白線                                       | 2011年架替 | 北緯33度39分40.2秒 東経130度19分4.7秒 / 北緯33.661167度 東経130.317972度      |
| 弁天島         | 唐津市         | 無人                     | 弁天島遊歩橋       | 人道橋                                                         | -          | 北緯33度32分26.9秒 東経129度52分56.3秒 / 北緯33.540806度 東経129.882306度     |
| 加部島         | 唐津市         | 有人                     | 呼子大橋           | 市道                                                           | 1989年     | 北緯33度32分26.1秒 東経129度52分55.9秒 / 北緯33.540583度 東経129.882194度     |
| 島山島         | 唐津市         | 無人                     | 妖精の橋           | 人道橋                                                         | 1991年     | 北緯33度24分15秒 東経129度51分20.1秒 / 北緯33.40417度 東経129.855583度        |
| 竹ノ島         | 伊万里市       | 無人                     | -                  | 人道橋                                                         | -          | 北緯33度21分24.6秒 東経129度50分49.2秒 / 北緯33.356833度 東経129.847000度     |
| 三島           | 玄海町         | 無定住島                 | 三島新橋           | 町道三島線                                                     | 2006年     | 北緯33度28分20.1秒 東経129度51分0.5秒 / 北緯33.472250度 東経129.850139度      |
| 竹崎島         | 太良町         | 有人                     | 竹崎島橋           | 佐賀県道295号竹崎上田古里線                                    | 1974年     | 北緯32度57分33.5秒 東経130度13分1.3秒 / 北緯32.959306度 東経130.217028度      |
| 島山島         | 対馬市         | 有人                     | 浅茅パールブリッジ | 市道・対馬島と連繋                                             | 1994年     | 北緯34度18分59.6秒 東経129度20分9秒 / 北緯34.316556度 東経129.33583度         |
| 沖ノ島         | 対馬市         | 有人                     | 住吉橋             | 市道・対馬島と連繋                                             | 1971年     | 北緯34度20分23.8秒 東経129度23分20.8秒 / 北緯34.339944度 東経129.389111度     |
| 赤島 ／泊島    | 対馬市         | 有人                     | 赤島大橋           | 市道・沖ノ島 と連繋                                            | 1979年     | 北緯34度21分2.8秒 東経129度24分20.9秒 / 北緯34.350778度 東経129.405806度      |
| 青島           | 壱岐市         | 無人                     | 青島大橋           | 市道・壱岐島と連繋                                             | 1982年     | 北緯33度46分59秒 東経129度46分31.5秒 / 北緯33.78306度 東経129.775417度        |
| 長島           | 壱岐市         | 有人                     | 珊瑚大橋           | 市道                                                           | 1999年     | 北緯33度43分51.6秒 東経129度37分54.6秒 / 北緯33.731000度 東経129.631833度     |
| 大島           | 壱岐市         | 有人                     | 珊瑚大橋           | 市道                                                           | 1999年     | 北緯33度43分51.6秒 東経129度37分54.6秒 / 北緯33.731000度 東経129.631833度     |
| 福島           | 松浦市         | 有人                     | 福島大橋           | 長崎県道・佐賀県道103号喜内瀬鍋串辻線                          | 1967年     | 北緯33度22分23.2秒 東経129度51分27.2秒 / 北緯33.373111度 東経129.857556度     |
| 鷹島           | 松浦市         | 有人                     | 鷹島肥前大橋       | 長崎県道・佐賀県道109号鷹島肥前線                              | 2009年     | 北緯33度26分18.5秒 東経129度47分9.8秒 / 北緯33.438472度 東経129.786056度      |
| 平戸島         | 平戸市         | 有人                     | 平戸大橋           | 国道383号                                                      | 1977年     | 北緯33度21分24.4秒 東経129度34分20.4秒 / 北緯33.356778度 東経129.572333度     |
| 生月島         | 平戸市         | 有人                     | 生月大橋           | 長崎県道42号平戸生月線                                         | 1991年     | 北緯33度21分12.1秒 東経129度26分15.8秒 / 北緯33.353361度 東経129.437722度     |
| 前島           | 佐世保市       | 有人                     | 前島橋             | 市道                                                           | 1974年     | 北緯33度13分38.2秒 東経129度33分38.4秒 / 北緯33.227278度 東経129.560667度     |
| 鼕泊島         | 佐世保市       | 有人                     | 鼕泊橋             | 市道                                                           | 1976年     | 北緯33度13分42.6秒 東経129度33分26.2秒 / 北緯33.228500度 東経129.557278度     |
| 前島           | 佐世保市       | 無人                     | -                  | コンクリート道路橋・淡島神社鎮座・その他、龍神橋（人道橋）あり | -          | 北緯33度9分2.6秒 東経129度40分48.7秒 / 北緯33.150722度 東経129.680194度       |
| 針尾島         | 佐世保市       | 有人                     | 観潮橋他           | 国道202号他                                                    | 1979年改築 | 北緯33度8分15.5秒 東経129度47分38.3秒 / 北緯33.137639度 東経129.793972度      |
| 大島           | 佐世保市       | 有人                     | 江上大島橋         | 市道指方大島線                                                 | 1988年     | 北緯33度4分38.3秒 東経129度46分48秒 / 北緯33.077306度 東経129.78000度         |
| 兎島           | 佐世保市       | 無人・上陸不可           | パール1号橋2号橋   | 西海パールライン有料道路                                       | 1998年     | 北緯33度4分36.7秒 東経129度46分10.8秒 / 北緯33.076861度 東経129.769667度      |
| 寺島           | 西海市         | 有人                     | 寺島大橋           | 長崎県道52号大島太田和線                                       | 1999年     | 北緯33度2分11.7秒 東経129度37分42.6秒 / 北緯33.036583度 東経129.628500度      |
| 大島           | 西海市         | 有人                     | 大島大橋           | 長崎県道243号寺島馬込港線                                      | 1988年     | 北緯33度2分15秒 東経129度38分36.1秒 / 北緯33.03750度 東経129.643361度         |
| 蛎浦島         | 西海市         | 有人                     | 中戸大橋           | 長崎県道15号崎戸大島線                                         | 1999年     | 北緯33度1分42.6秒 東経129度35分9.9秒 / 北緯33.028500度 東経129.586083度       |
| 崎戸島         | 西海市         | 有人                     | 本郷橋             | 長崎県道15号崎戸大島線                                         | 1971年     | 北緯33度0分14.7秒 東経129度33分17.1秒 / 北緯33.004083度 東経129.554750度      |
| 南串島         | 西海市         | 有人                     | 七釜大橋他         | 国道202号                                                      | 1983年     | 北緯32度59分39.5秒 東経129度39分9.9秒 / 北緯32.994306度 東経129.652750度      |
| 箕島           | 大村市         | 無定住島                 | 箕島大橋           | 長崎県道38号長崎空港線                                         | 1974年     | 北緯32度55分0.1秒 東経129度55分52.3秒 / 北緯32.916694度 東経129.931194度      |
| 龍神島         | 大村市         | 無人                     | 竜神橋             | 人道橋                                                         | 1997年     | 北緯32度53分44.1秒 東経129度57分9.1秒 / 北緯32.895583度 東経129.952528度      |
| 鵜瀬島         | 長崎市         | 有人                     | 小口橋             | 市道                                                           | 1948年     | 北緯32度54分59.6秒 東経129度48分29.1秒 / 北緯32.916556度 東経129.808083度     |
| 辰島           | 長崎市         | 無人                     | 辰島橋             | ゴルフ場私道・関係者以外渡島不可                               | -          | 北緯32度52分47.2秒 東経129度48分1.9秒 / 北緯32.879778度 東経129.800528度      |
| 牧島           | 長崎市         | 有人                     | 牧戸橋             | 市道戸石町牧島町線                                             | 1969年     | 北緯32度45分38.4秒 東経129度58分36.7秒 / 北緯32.760667度 東経129.976861度     |
| 伊王島         | 長崎市         | 有人                     | 賑橋他             | 長崎県道118号伊王島線                                          | 1993年     | 北緯32度42分10秒 東経129度46分44.4秒 / 北緯32.70278度 東経129.779000度        |
| 沖之島         | 長崎市         | 有人                     | 伊王島大橋         | 長崎県道250号伊王島香焼線                                      | 2011年     | 北緯32度41分30.4秒 東経129度47分18.2秒 / 北緯32.691778度 東経129.788389度     |
| 中島           | 長崎市         | 無定住島                 | 樺島大橋           | 長崎県道251号樺島港脇岬線                                      | 1986年     | 北緯32度34分17.8秒 東経129度46分57.5秒 / 北緯32.571611度 東経129.782639度     |
| 樺島           | 長崎市         | 有人                     | 大漁橋             | 長崎県道251号樺島港脇岬線                                      | 1983年     | 北緯32度34分9.3秒 東経129度46分54.5秒 / 北緯32.569250度 東経129.781806度      |
| 黒島           | 小値賀町       | 有人                     | 金比羅大橋         | 町道・小値賀島と連繋                                           | 1978年     | 北緯33度11分3.8秒 東経129度3分17.6秒 / 北緯33.184389度 東経129.054889度       |
| 斑島           | 小値賀町       | 有人                     | 斑大橋             | 長崎県道225号斑浜津線                                          | 1978年     | 北緯33度12分10.4秒 東経129度1分43秒 / 北緯33.202889度 東経129.02861度         |
| 頭ヶ島         | 新上五島町     | 有人                     | 頭ヶ島大橋         | 長崎県道62号上五島空港線・中通島と連繋                         | 1981年     | 北緯33度0分23秒 東経129度10分44.2秒 / 北緯33.00639度 東経129.178944度         |
| 桐ノ小島       | 新上五島町     | 有人                     | -                  | 町道・中通島と連繋                                             | -          | 北緯32度51分43.5秒 東経129度2分50秒 / 北緯32.862083度 東経129.04722度         |
| 上中島         | 新上五島町     | 無人                     | 上中島橋           | 長崎県道46号若松白魚線                                         | 1984年     | 北緯32度53分10.1秒 東経129度2分41.4秒 / 北緯32.886139度 東経129.044833度      |
| 若松島         | 新上五島町     | 有人                     | 若松大橋           | 長崎県道46号若松白魚線                                         | 1991年     | 北緯32度53分17秒 東経129度2分3.5秒 / 北緯32.88806度 東経129.034306度          |
| 漁生浦島       | 新上五島町     | 有人                     | 漁生浦大橋         | 長崎県道169号日ノ島猿浦線                                      | 1979年     | 北緯32度54分14.3秒 東経128度57分44.9秒 / 北緯32.903972度 東経128.962472度     |
| 島山島         | 五島市         | 有人                     | 玉之大橋           | 市道・福江島と連繋                                             | 1994年     | 北緯32度38分29.6秒 東経128度37分9秒 / 北緯32.641556度 東経128.61917度         |
| 水島           | 八代市         | 無人                     | -                  | 人道橋                                                         | -          | 北緯32度28分18.9秒 東経130度34分11.7秒 / 北緯32.471917度 東経130.569917度     |
| 湯の児島       | 水俣市         | 無人                     | 湯の児観月橋他     | 人道橋（一の島二の島間にもコンクリート橋あり）                 | 1965年架替 | 北緯32度14分6.8秒 東経130度25分4秒 / 北緯32.235222度 東経130.41778度          |
| 戸馳島         | 宇城市         | 有人                     | 戸馳大橋           | 市道                                                           | 2019年架替 | 北緯32度36分39.1秒 東経130度29分36.5秒 / 北緯32.610861度 東経130.493472度     |
| 大矢野島       | 上天草市       | 有人                     | 天門橋他           | 国道266号                                                      | 1966年     | 北緯32度36分40.2秒 東経130度27分30.3秒 / 北緯32.611167度 東経130.458417度     |
| 維和島         | 上天草市       | 有人                     | 東大維橋           | 大維広域農道                                                   | 1975年     | 北緯32度34分21.6秒 東経130度27分33秒 / 北緯32.572667度 東経130.45917度        |
| 野牛島         | 上天草市       | 有人                     | 西大維橋           | 大維広域農道                                                   | 1974年     | 北緯32度34分2秒 東経130度27分7.5秒 / 北緯32.56722度 東経130.452083度          |
| 野釜島         | 上天草市       | 有人                     | 野釜大橋           | 市道                                                           | 1980年     | 北緯32度35分7.5秒 東経130度23分34.4秒 / 北緯32.585417度 東経130.392889度      |
| 永浦島         | 上天草市       | 有人                     | 大矢野橋他         | 国道266号                                                      | 1966年     | 北緯32度32分40.6秒 東経130度25分21.2秒 / 北緯32.544611度 東経130.422556度     |
| 樋合島         | 上天草市       | 有人                     | 樋合永浦橋         | 市道・永浦島と連繋                                             | 1994年     | 北緯32度32分37.1秒 東経130度24分24.4秒 / 北緯32.543639度 東経130.406778度     |
| 横島           | 上天草市       | 無人                     | -                  | コンクリート道路橋・永浦島と連繋                               | -          | 北緯32度32分16.7秒 東経130度24分56.6秒 / 北緯32.537972度 東経130.415722度     |
| 大池島         | 上天草市       | 無人                     | 中の橋他           | 国道266号                                                      | 1966年     | 北緯32度32分13秒 東経130度25分23秒 / 北緯32.53694度 東経130.42306度           |
| 池島           | 上天草市       | 無人                     | 前島橋他           | 国道266号                                                      | 1966年     | 北緯32度31分49.9秒 東経130度25分26.9秒 / 北緯32.530528度 東経130.424139度     |
| 前島           | 上天草市       | 有人                     | 前島橋             | 国道266号                                                      | 1966年     | 北緯32度31分49.9秒 東経130度25分26.9秒 / 北緯32.530528度 東経130.424139度     |
| 上島           | 上天草市       | 有人                     | 松島橋他           | 国道266号                                                      | 1966年     | 北緯32度31分23.5秒 東経130度25分20.8秒 / 北緯32.523194度 東経130.422444度     |
| 椚島           | 上天草市       | 有人                     | 椚島橋他           | 市道                                                           | 1972年     | 北緯32度23分38.7秒 東経130度24分7秒 / 北緯32.394083度 東経130.40194度         |
| 坊主島         | 上天草市       | 無人                     | 樋島大橋           | 市道                                                           | 1972年     | 北緯32度23分26.1秒 東経130度24分26.8秒 / 北緯32.390583度 東経130.407444度     |
| 樋島           | 上天草市       | 有人                     | 樋島大橋           | 市道                                                           | 1972年     | 北緯32度23分26.1秒 東経130度24分26.8秒 / 北緯32.390583度 東経130.407444度     |
| 下島           | 天草市         | 有人                     | 天草瀬戸大橋他     | 国道266号                                                      | 1923年     | 北緯32度26分53秒 東経130度12分13.5秒 / 北緯32.44806度 東経130.203750度        |
| 通詞島         | 天草市         | 有人                     | 通詞大橋           | 市道                                                           | 1980年     | 北緯32度32分57.5秒 東経130度7分7.1秒 / 北緯32.549306度 東経130.118639度       |
| 下須島         | 天草市         | 有人                     | 牛深ハイヤ大橋他   | 市道                                                           | 1999年     | 北緯32度11分29秒 東経130度1分36.3秒 / 北緯32.19139度 東経130.026750度         |
| 牧島           | 天草市         | 有人                     | 中瀬戸橋           | 市道                                                           | 1986年     | 北緯32度20分49.1秒 東経130度20分27.3秒 / 北緯32.346972度 東経130.340917度     |
| 御所浦島       | 天草市         | 有人                     | 中瀬戸橋他         | 市道                                                           | 1986年     | 北緯32度20分49.1秒 東経130度20分27.3秒 / 北緯32.346972度 東経130.340917度     |
| 前島           | 天草市         | 有人                     | 前島橋             | 市道                                                           | 1987年     | 北緯32度21分4.7秒 東経130度21分27.3秒 / 北緯32.351306度 東経130.357583度      |
| 青島           | 宮崎市         | 無定住島                 | 弥生橋             | 市道・関係車両のみ                                             | 1978年架替 | 北緯31度48分11.9秒 東経131度28分20.4秒 / 北緯31.803306度 東経131.472333度     |
| 長島           | 長島町         | 有人                     | 黒之瀬戸大橋他     | 国道389号                                                      | 1974年     | 北緯32度6分20.8秒 東経130度10分27.4秒 / 北緯32.105778度 東経130.174278度      |
| 伊唐島         | 長島町         | 有人                     | 伊唐大橋           | 農免農道                                                       | 1996年     | 北緯32度13分6.3秒 東経130度11分7.7秒 / 北緯32.218417度 東経130.185472度       |
| 諸浦島         | 長島町         | 有人                     | 乳ノ瀬橋           | 鹿児島県道47号葛輪瀬戸線                                       | 1965年     | 北緯32度13分35.1秒 東経130度10分15.3秒 / 北緯32.226417度 東経130.170917度     |
| 竹島           | 長島町         | 無定住島                 | 竹島大橋           | 町道                                                           | 1995年     | 北緯32度13分37.6秒 東経130度10分40.8秒 / 北緯32.227111度 東経130.178000度     |
| 上甑島         | 川内市         | 有人                     | 甑明神橋           | 鹿児島県道351号鹿島上甑線                                      | 1993年     | 北緯31度49分46.3秒 東経129度50分42.9秒 / 北緯31.829528度 東経129.845250度     |
| 中島           | 川内市         | 無人                     | 甑明神橋           | 鹿児島県道351号鹿島上甑線                                      | 1993年     | 北緯31度49分46.3秒 東経129度50分42.9秒 / 北緯31.829528度 東経129.845250度     |
| 中甑島         | 川内市         | 有人                     | 鹿の子大橋         | 鹿児島県道351号鹿島上甑線                                      | 1990年     | 北緯31度49分10.5秒 東経129度50分24.4秒 / 北緯31.819583度 東経129.840111度     |
| 下甑島         | 川内市         | 有人                     | 甑大橋             | 鹿児島県道351号鹿島上甑線                                      | 2020年     | 北緯31度47分21.2秒 東経129度48分29.2秒 / 北緯31.789222度 東経129.808111度     |
| 照島           | いちき串木野市 | 無人                     | 照島橋             | 人道橋                                                         | 1983年     | 北緯31度42分22.3秒 東経130度16分19.2秒 / 北緯31.706194度 東経130.272000度     |
| 山羊島         | 奄美市         | 無定住島                 | 山羊島橋           | 私道・奄美大島と連繋                                           | 2012年     | 北緯28度23分57.7秒 東経129度30分27.9秒 / 北緯28.399361度 東経129.507750度     |
| 野甫島         | 伊平屋村       | 有人                     | 野甫大橋           | 沖縄県道179号田名野甫線・伊平屋島と連繋                        | 2004年架替 | 北緯26度59分53.7秒 東経127度55分50.7秒 / 北緯26.998250度 東経127.930750度     |
| 宮城島         | 大宜味村       | 有人                     | 宮城橋             | 国道58号                                                       | 1996年     | 北緯26度39分51.2秒 東経128度6分12.6秒 / 北緯26.664222度 東経128.103500度      |
| 古宇利島       | 今帰仁村       | 有人                     | 古宇利大橋         | 沖縄県道247号古宇利屋我地線                                    | 2005年     | 北緯26度41分10秒 東経128度1分1.3秒 / 北緯26.68611度 東経128.017028度          |
| 屋我地島       | 名護市         | 有人                     | 屋我地大橋         | 沖縄県道110号線                                                | 1993年     | 北緯26度38分39秒 東経128度1分57.6秒 / 北緯26.64417度 東経128.032667度         |
| 奥武島         | 名護市         | 有人                     | 羽地奥武橋         | 沖縄県道110号線                                                | 1982年架替 | 北緯26度38分11.1秒 東経128度2分1.9秒 / 北緯26.636417度 東経128.033861度       |
| 瀬底島         | 本部町         | 有人                     | 瀬底大橋           | 沖縄県道172号瀬底健堅線                                        | 1985年     | 北緯26度38分58.7秒 東経127度52分37.7秒 / 北緯26.649639度 東経127.877139度     |
| 瀬良垣島       | 恩納村         | 無定住島                 | -                  | -                                                              | 2018年架替 | 北緯26度30分38.72秒 東経127度52分8.84秒 / 北緯26.5107556度 東経127.8691222度  |
| 平安座島       | うるま市       | 有人                     | 平安座海中大橋     | 沖縄県道10号伊計平良川線                                       | 1968年     | 北緯26度19分53.8秒 東経127度54分57.8秒 / 北緯26.331611度 東経127.916056度     |
| 宮城島         | うるま市       | 有人                     | 桃原橋             | 市道                                                           | 2017年架替 | 北緯26度21分21.5秒 東経127度58分10.6秒 / 北緯26.355972度 東経127.969611度     |
| 伊計島         | うるま市       | 有人                     | 伊計大橋           | 沖縄県道10号伊計平良川線                                       | 1982年     | 北緯26度23分7.7秒 東経127度59分18.6秒 / 北緯26.385472度 東経127.988500度      |
| 浜比嘉島       | うるま市       | 有人                     | 浜比嘉大橋         | 沖縄県道238号浜比嘉平安座線                                    | 1997年     | 北緯26度19分59.4秒 東経127度57分21.3秒 / 北緯26.333167度 東経127.955917度     |
| 藪地島         | うるま市       | 無定住島                 | 藪地大橋           | 沖縄県道238号浜比嘉平安座線                                    | 1985年     | 北緯26度19分17.3秒 東経127度54分58.8秒 / 北緯26.321472度 東経127.916333度     |
| アーヂ島       | 南城市         | 無定住島                 | -                  | コンクリート道路橋・私道                                       | -          | 北緯26度8分35.3秒 東経127度48分0.6秒 / 北緯26.143139度 東経127.800167度       |
| 奥武島         | 南城市         | 有人                     | 奥武橋             | 市道                                                           | 1936年     | 北緯26度7分56.5秒 東経127度46分20秒 / 北緯26.132361度 東経127.77222度         |
| 瀬長島         | 豊見城市       | 無定住島                 | あんじな橋         | 堤防道路橋・瀬長島海中道路                                     | 1977年     | 北緯26度10分30.6秒 東経127度38分57.8秒 / 北緯26.175167度 東経127.649389度     |
| 慶留間島       | 座間味村       | 有人                     | 阿嘉大橋           | 村道・阿嘉島と連繋                                             | 1998年     | 北緯26度11分17.7秒 東経127度17分7.7秒 / 北緯26.188250度 東経127.285472度      |
| 外地島         | 座間味村       | 無人                     | 慶留間橋           | 村道・慶留間島と連繋                                           | 1989年     | 北緯26度10分31.8秒 東経127度17分35.5秒 / 北緯26.175500度 東経127.293194度     |
| 奥武島         | 久米島町       | 有人                     | 新奥武橋           | 町道・久米島と連繋                                             | 1983年     | 北緯26度20分24.2秒 東経126度49分16.1秒 / 北緯26.340056度 東経126.821139度     |
| 池間島         | 宮古島市       | 有人                     | 池間大橋           | 沖縄県道230号池間大浦線・宮古島と連繋                          | 1992年     | 北緯24度55分2.8秒 東経125度15分48.9秒 / 北緯24.917444度 東経125.263583度      |
| 来間島         | 宮古島市       | 有人                     | 来間大橋           | 市道・宮古島と連繋                                             | 1995年     | 北緯24度43分31.1秒 東経125度15分49.2秒 / 北緯24.725306度 東経125.263667度     |
| 伊良部島       | 宮古島市       | 有人                     | 伊良部大橋         | 沖縄県道252号平良下地島空港線・宮古島と連繋                    | 2015年     | 北緯24度47分47.9秒 東経125度14分23.4秒 / 北緯24.796639度 東経125.239833度     |
| 下地島         | 宮古島市       | 有人                     | 乗瀬橋他           | 沖縄県道252号平良下地島空港線他・伊良部島と連繋                | 1976年     | 北緯24度49分25.7秒 東経125度9分56.3秒 / 北緯24.823806度 東経125.165639度      |

- 岩礁・無名島・防波堤等の連繋など、上記と分類できない架橋

| 岩礁名など | 所在地   | 橋梁名       | 架橋形態・その他備考                    | 開通年 | 地理座標                                                                      |
| ---------- | -------- | ------------ | --------------------------------------- | ------ | ----------------------------------------------------------------------------- |
| 龍神の岩   | 利尻町   | -            | 人道橋                                  | 1979年 | 北緯45度8分28.07秒 東経141度9分53.23秒 / 北緯45.1411306度 東経141.1647861度   |
| 高野崎     | 今別町   | 潮騒橋・渚橋 | 人道橋                                  | -      | 北緯41度13分43.9秒 東経140度32分57.2秒 / 北緯41.228861度 東経140.549222度     |
| 大岩       | 深浦町   | -            | 人道橋（ニ橋）                          | -      | 北緯40度39分12.5秒 東経139度55分44.3秒 / 北緯40.653472度 東経139.928972度     |
| 夫婦岩     | 久慈市   | -            | コンクリート道路橋                      | -      | 北緯40度10分7.37秒 東経141度51分8.62秒 / 北緯40.1687139度 東経141.8523944度   |
| 竜神崎     | 宮古市   | -            | 人道橋・小大竜王宮鎮座                  | -      | 北緯39度38分35.43秒 東経141度58分33.81秒 / 北緯39.6431750度 東経141.9760583度 |
| 熊ケ崎     | 山田町   | -            | 人道橋・大沢弁財天鎮座                  | -      | 北緯39度28分50.22秒 東経141度59分2.18秒 / 北緯39.4806167度 東経141.9839389度  |
| 赤崎       | 神津島村 | -            | 木製人道橋                              | -      | 北緯34度14分26.43秒 東経139度8分13.28秒 / 北緯34.2406750度 東経139.1370222度  |
| 番神崎     | 柏崎市   | 弁天橋       | 人道橋                                  | 1987年 | 北緯37度21分59.13秒 東経138度31分40.5秒 / 北緯37.3664250度 東経138.527917度   |
| 弁天岩     | 糸魚川市 | 曙橋         | 人道橋                                  | 1985年 | 北緯37度6分31.26秒 東経137度59分35.9秒 / 北緯37.1086833度 東経137.993306度    |
| -          | 佐渡市   | 姫津大橋     | 人道橋・防波堤連繋                      | 1996年 | 北緯38度4分54.2秒 東経138度14分22.4秒 / 北緯38.081722度 東経138.239556度      |
| 千畳敷     | 佐渡市   | -            | 人道橋（ニ橋）                          | -      | 北緯38度2分32.7秒 東経138度14分3.3秒 / 北緯38.042417度 東経138.234250度       |
| 鴨ヶ浦     | 輪島市   | 汐見橋       | 人道橋（他、小コンクリート6橋）         | 2001年 | 北緯37度24分23.2秒 東経136度53分52.5秒 / 北緯37.406444度 東経136.897917度     |
| 赤礁崎     | おおい町 | -            | 人道橋                                  | -      | 北緯35度31分28.5秒 東経135度40分10.5秒 / 北緯35.524583度 東経135.669583度     |
| -          | 西尾市   | -            | 人道橋・防波堤および佐久島と連繋・他1橋 | -      | 北緯34度43分20.06秒 東経137度2分37.56秒 / 北緯34.7222389度 東経137.0437667度  |
| -          | 和歌山市 | -            | 人道橋・連繋のみ・上陸困難              | -      | 北緯34度11分9.82秒 東経135度8分52.23秒 / 北緯34.1860611度 東経135.1478417度   |
| -          | 白浜町   | 羽衣橋       | 道路橋・飯台海峡                        | 1931年 | 北緯33度41分4秒 東経135度21分37.3秒 / 北緯33.68444度 東経135.360361度         |
| -          | 白浜町   | -            | コンクリート道路橋                      | -      | 北緯33度41分9.97秒 東経135度21分59.3秒 / 北緯33.6861028度 東経135.366472度    |
| -          | 直島町   | -            | コンクリート人道橋                      | -      | 北緯34度27分23.26秒 東経134度0分3.49秒 / 北緯34.4564611度 東経134.0009694度   |
| -          | 唐津市   | -            | 木製人道橋                              | -      | 北緯33度24分19.28秒 東経129度51分37.87秒 / 北緯33.4053556度 東経129.8605194度 |
| -          | 壱岐市   | -            | 人道橋                                  | -      | 北緯33度48分38.9秒 東経129度45分50秒 / 北緯33.810806度 東経129.76389度        |
| 仏堂岩     | 芦北町   | -            | 人道橋                                  | -      | 北緯32度19分42.21秒 東経130度28分58.78秒 / 北緯32.3283917度 東経130.4829944度 |
| -          | 佐伯市   | -            | 人道橋                                  | -      | 北緯32度56分41.15秒 東経132度4分28.73秒 / 北緯32.9447639度 東経132.0746472度  |

- 架橋ではなく、海を遮断した堤防通路（歩道）や堤防道路（車道）によって渡島できる離島を記載。

| 渡島可能離島名          | 所在地     | 有人・無人 | 道路形態                            | 備考                 | 地理座標                                                                      |
| ----------------------- | ---------- | ---------- | ----------------------------------- | -------------------- | ----------------------------------------------------------------------------- |
| 弁天島                  | 深浦町     | 無人       | 堤防通路                            | 連繋のみ・上陸困難   | 北緯40度35分2.7秒 東経139度54分38.4秒 / 北緯40.584083度 東経139.910667度      |
| 蓬莱島                  | 大槌町     | 無人       | 堤防通路                            | -                    | 北緯39度20分57秒 東経141度55分58秒 / 北緯39.34917度 東経141.93278度           |
| 荒島                    | 南三陸町   | 無人       | 堤防通路                            | -                    | 北緯38度40分9.4秒 東経141度27分42秒 / 北緯38.669278度 東経141.46167度         |
| 弁天島                  | 柏崎市     | 無人       | 堤防通路                            | -                    | 北緯37度21分22.7秒 東経138度30分31.5秒 / 北緯37.356306度 東経138.508750度     |
| 弁天島                  | 志賀町     | 無人       | 堤防通路                            | -                    | 北緯37度0分21.5秒 東経136度45分20秒 / 北緯37.005972度 東経136.75556度         |
| 観音島                  | 七尾市     | 無人       | 堤防通路                            | -                    | 北緯37度6分29.4秒 東経137度3分25.27秒 / 北緯37.108167度 東経137.0570194度     |
| 鷹島                    | 高浜町     | 無人       | 堤防通路                            | 稲島を経て本土と連繋 | 北緯35度29分43.2秒 東経135度32分46.3秒 / 北緯35.495333度 東経135.546194度     |
| 犬走島                  | 下田市     | 無人       | 堤防通路                            | -                    | 北緯34度40分9秒 東経138度57分4.7秒 / 北緯34.66917度 東経138.951306度          |
| 弁天島                  | 下田市     | 無人       | 堤防道路                            | -                    | 北緯34度40分30.2秒 東経138度57分37.9秒 / 北緯34.675056度 東経138.960528度     |
| 松島                    | 蒲郡市     | 無人       | 堤防通路                            | -                    | 北緯34度46分14.19秒 東経137度10分4.66秒 / 北緯34.7706083度 東経137.1679611度  |
| 筒島                    | 西尾市     | 無人       | 堤防通路                            | 佐久島と連繋         | 北緯34度42分53.8秒 東経137度2分54.1秒 / 北緯34.714944度 東経137.048361度      |
| 大島                    | 西尾市     | 無人       | 堤防通路                            | 佐久島と連繋         | 北緯34度43分5.9秒 東経137度2分43.6秒 / 北緯34.718306度 東経137.045444度       |
| 矢取島                  | 志摩市     | 無人       | 堤防通路                            | -                    | 北緯34度17分30.7秒 東経136度45分52.2秒 / 北緯34.291861度 東経136.764500度     |
| 宮島                    | 尾鷲市     | 無人       | 堤防通路                            | -                    | 北緯34度3分56.5秒 東経136度14分37.4秒 / 北緯34.065694度 東経136.243722度      |
| 元島                    | 田辺市     | 無人       | 堤防通路                            | -                    | 北緯33度43分49.9秒 東経135度20分58.5秒 / 北緯33.730528度 東経135.349583度     |
| 稲積島                  | すさみ町   | 無人       | 堤防通路                            | 連繋のみ・上陸困難   | 北緯33度32分34.2秒 東経135度29分22.7秒 / 北緯33.542833度 東経135.489639度     |
| 孔島                    | 新宮市     | 無人       | 堤防通路                            | 鈴島を経て本土と連繋 | 北緯33度40分56秒 東経135度59分28秒 / 北緯33.68222度 東経135.99111度           |
| 櫛島                    | 松江市     | 無人       | 堤防通路                            | 桂島と連繋           | 北緯35度34分1.4秒 東経133度3分8.3秒 / 北緯35.567056度 東経133.052306度        |
| キツネ島                | 出雲市     | 無人       | 堤防通路                            | -                    | 北緯35度25分59.4秒 東経132度38分1.08秒 / 北緯35.433167度 東経132.6336333度    |
| 松島                    | 隠岐の島町 | 無人       | 堤防通路                            | 島後島と連繋         | 北緯36度17分41.9秒 東経133度21分44秒 / 北緯36.294972度 東経133.36222度        |
| 玉津島                  | 福山市     | 無人       | 堤防通路                            | -                    | 北緯34度22分35.2秒 東経133度22分40.69秒 / 北緯34.376444度 東経133.3779694度   |
| 鍋島                    | 大崎上島町 | 無人       | 堤防通路                            | 大崎上島と連繋       | 北緯34度16分33.9秒 東経132度55分11.1秒 / 北緯34.276083度 東経132.919750度     |
| 真宮島                  | 周防大島町 | 無人       | 堤防通路                            | 屋代島と連繋         | 北緯33度54分19.81秒 東経132度20分35.67秒 / 北緯33.9055028度 東経132.3432417度 |
| 鍋島                    | 坂出市     | 無人       | 堤防通路                            | 与島と連繋           | 北緯34度22分57.4秒 東経133度49分21.5秒 / 北緯34.382611度 東経133.822639度     |
| 地大島                  | 八幡浜市   | 無人       | 堤防通路                            | 三王島と連繋         | 北緯33度22分44.2秒 東経132度20分40.3秒 / 北緯33.378944度 東経132.344528度     |
| 双名島                  | 中土佐町   | 無人       | 堤防通路                            | -                    | 北緯33度19分50秒 東経133度14分56秒 / 北緯33.33056度 東経133.24889度           |
| 四郎ヶ島                | 長崎市     | 無人       | 堤防通路                            | -                    | 北緯32度43分8.9秒 東経129度49分6.6秒 / 北緯32.719139度 東経129.818500度       |
| 寺島                    | 大村市     | 無人       | 堤防通路                            | -                    | 北緯32度53分24.4秒 東経129度57分25.7秒 / 北緯32.890111度 東経129.957139度     |
| 沖ノ島                  | 平戸市     | 無人       | 堤防通路                            | -                    | 北緯33度11分27.9秒 東経129度21分26秒 / 北緯33.191083度 東経129.35722度        |
| 嫦娥島                  | 壱岐市     | 無人       | 堤防道路                            | 壱岐島と連繋         | 北緯33度44分22.2秒 東経129度39分15.3秒 / 北緯33.739500度 東経129.654250度     |
| 前小島                  | 五島市     | 有人       | 堤防道路                            | 福江島と連繋         | 北緯32度44分12.4秒 東経128度46分26.7秒 / 北緯32.736778度 東経128.774083度     |
| 有福島                  | 新上五島町 | 有人       | 堤防道路・長崎県道169号日ノ島猿浦線 | 漁生浦島と連繋       | 北緯32度54分32.7秒 東経128度57分21.1秒 / 北緯32.909083度 東経128.955861度     |
| 日ノ島                  | 新上五島町 | 有人       | 堤防道路・長崎県道169号日ノ島猿浦線 | 有福島と連繋         | 北緯32度54分57.3秒 東経128度57分18秒 / 北緯32.915917度 東経128.95500度        |
| 小島                    | 上天草市   | 無人       | 堤防通路                            | 上天草島と連繋       | 北緯32度26分25.6秒 東経130度24分56.1秒 / 北緯32.440444度 東経130.415583度     |
| 巾着島                  | 宮崎市     | 無人       | 堤防通路                            | -                    | 北緯31度44分26.2秒 東経131度28分20秒 / 北緯31.740611度 東経131.47222度        |
| 飛小島 （トゥングヮ島） | 名護市     | 無人       | 堤防通路                            | -                    | 北緯26度31分5.28秒 東経128度2分6.67秒 / 北緯26.5181333度 東経128.0351861度    |